# Olivence
Pour les articles homonymes, voir Olivença.
Olivence (/ɔlivɑ̃s/, en espagnol : Olivenza /oliˈβenθa/, en portugais : Olivença /oliˈvẽsɐ/) est une ville ainsi qu'une municipalité dans une zone frontalière, dont la délimitation est l'objet d'un litige entre le Portugal et l'Espagne. Pour l'administration espagnole, Olivence est située dans l'ouest de la province de Badajoz, dans la communauté autonome d’Estrémadure. Pour l'administration portugaise, Olivence est une municipalité portugaise du district de Portalegre, sous-région et province du Haut Alentejo, divisée en cinq freguesias.[réf. nécessaire]
Malgré le désaccord entre le Portugal et l'Espagne sur l'appartenance d'Olivence, ce sujet ne provoque aucun incident diplomatique entre les deux pays ibériques. En 1297, le traité d'Alcañices définit Olivence comme faisant partie du territoire portugais. En 1801, avec le traité de Badajoz, contesté par le Portugal en 1808, le territoire est annexé par l'Espagne. En 1817, l'Espagne reconnait la souveraineté portugaise, en ratifiant le congrès de Vienne de 1815, et s'engage à la rétrocession du territoire d'Olivence, qui ne fut pas appliquée.
Elle est distante de 424 km de Madrid, de 236 km de Lisbonne et de 24 km de Badajoz, capitale de la province espagnole de même nom. La commune d'Olivence est entourée des villes espagnoles de Badajoz, Valverde de Leganés, Barcarrota, Higuera de Vargas, Alconchel, Táliga et des villes portugaises d'Elvas et d'Alandroal.
La localité d'Olivence est la capitale de la comarque de Llanos de Olivence et du district judiciaire d'Olivence. La comarque d’Olivence est située à l’est du fleuve Guadiana, à 24 km au sud de Badajoz. Son territoire possède une forme triangulaire, dont un des côtés longe le fleuve international Guadiana, qui forme la frontière avec le Portugal. Olivence possède plusieurs monuments historiques, civils, religieux ou militaires, dont le château d'Olivenza, l'église Santa María del Castillo et l'église Santa María Magdalena de style architectural manuélin.

## Géographie
- Territoire communal
- Autres communes de la province
- Municipalités d'Olivence et Táliga

### Localisation et communes limitrophes
Olivence est une municipalité ainsi qu'une localité située dans la communauté autonome de l'Estrémadure, à l'extrême-ouest de la province espagnole de Badajoz, à la frontière portugaise. Elle est située à 424 km au sud-ouest de Madrid, à 236 km au l'est de Lisbonne, à 24 km au sud-ouest de Badajoz et à 23 km au sud-est d'Elvas.
La municipalité est composée de sept localités (pedanía, en espagnol), elle comprend la localité d'Olivence (chef-lieu) ainsi que celles de San Benito de la Contienda, San Francisco de Olivenza, San Jorge de Alor, San Rafael de Olivenza, Villarreal et Santo Domingo.

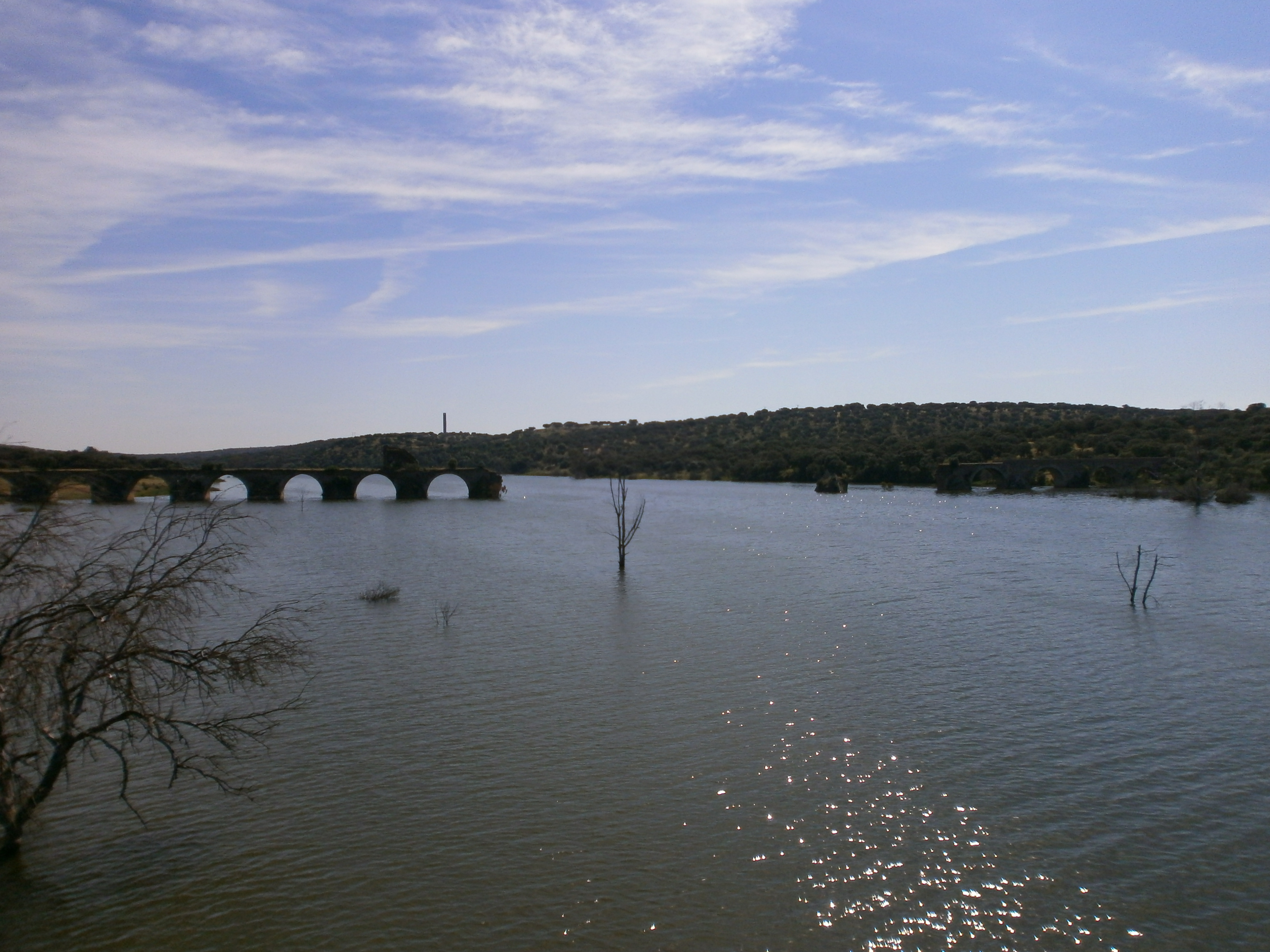
Le Guadiana, bordant la commune.

Avant 1801, la municipalité était sous contrôle de l'administration portugaise. À cette période, la municipalité (concelho, en portugais) était composée des paroisses de Santa Maria do Castelo, Santa Maria Madalena, São Jorge da Lor, São Domingos de Gusmão et Nossa Senhora da Assunção da Talega. Cette dernière a été renommée Táliga et s'est dissociée d'Olivence en devenant une municipalité en 1850.

### Géologie, relief et hydrographie
Le territoire de la commune est traversé par le fleuve Guadiana et celle-ci marque la frontière entre l'Espagne et le Portugal, frontière contestée par le Portugal. Il existe un lac de barrage a proximité d'Olivence, il possède une capacité de 16,3 hectomètres cubes et son bassin couvre une superficie de 217 km². La ville est traversée par plusieurs petites rivières et cours d'eau, tous les affluents du Guadiana.
La rivière Olivenza prend source dans la ville de Barcarrota, elle délimite le territoire d'Olivence à l'est et au nord. La rivière de Táliga prend source dans la ville portant le même nom, Táliga. Les autres cours d'eau sont le Charca, le Higuera, Valongo et San Benito.

### Voies de communication et transports

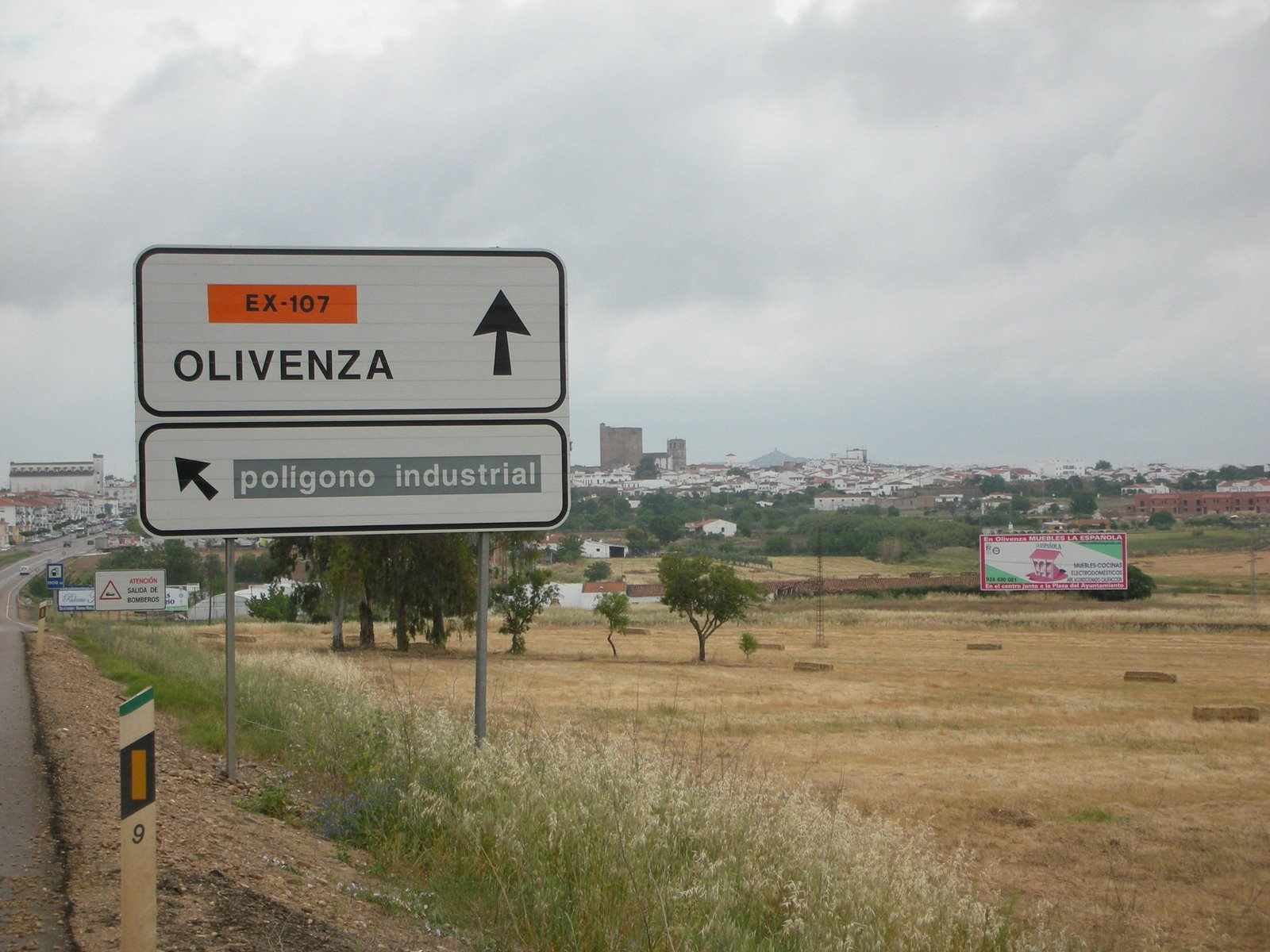
Un panneau de signalisation signalant la direction d'Olivence et la sortie pour la zone industrielle, sur l'EX-107.

La commune d'Olivence est reliée à Madrid par l'autoroute A5 (E90) et à Lisbonne par l'autoroute A6 Badajoz-Elvas. La ville est à proximité de deux routes régionales :
- La route EX-107, elle permet d'aller de relier Badajoz et Villanueva del Fresno.
- La route EX-105, elle permet de relier Don Benito au Portugal.

Il existe un pont qui permet de relier Olivence à la ville d'Elvas, il est situé sur un tronçon de la route régionale 105. Celui-ci a été construit près et en aval de l'ancien pont, détruit par les espagnols pendant la guerre de Succession d'Espagne. Le pont a été inauguré le 11 novembre 2000, en présence du nouveau maire d'Olivence.

### Climat
La ville d'Olivence possède un climat qui correspond au type méditerranéen, typique des régions de l'Estrémadure et de l'Alentejo. Il est caractérisé par des étés assez chauds et secs ainsi que des hivers doux, c'est en hiver que se concentrent la plupart des précipitations.
En raison de sa latitude, Olivence possède des valeurs d'ensoleillement élevés, avec une moyenne annuelle de 2500 heures d'ensoleillement. La ville possède une température moyenne annuelle de 16,55 °C et un cumulé de précipitations de 518 mm.

## Urbanisme
| Olivence                   | 10 111         |                |                |
| San Francisco de Olivenza  | 464            |                |                |
| San Rafael de Olivenza     | 256            |                |                |
| Villarreal                 | 73             |                |                |
| Santo Domingo de Guzmán    | 16             |                |                |
| San Benito de la Contienda | 576            |                |                |
| San Jorge de Alor          | 506            |                |                |
| Population totale          | Total : 12 002 | Total : 12 002 | Total : 12 002 |

### Composition du territoire
- Olivence

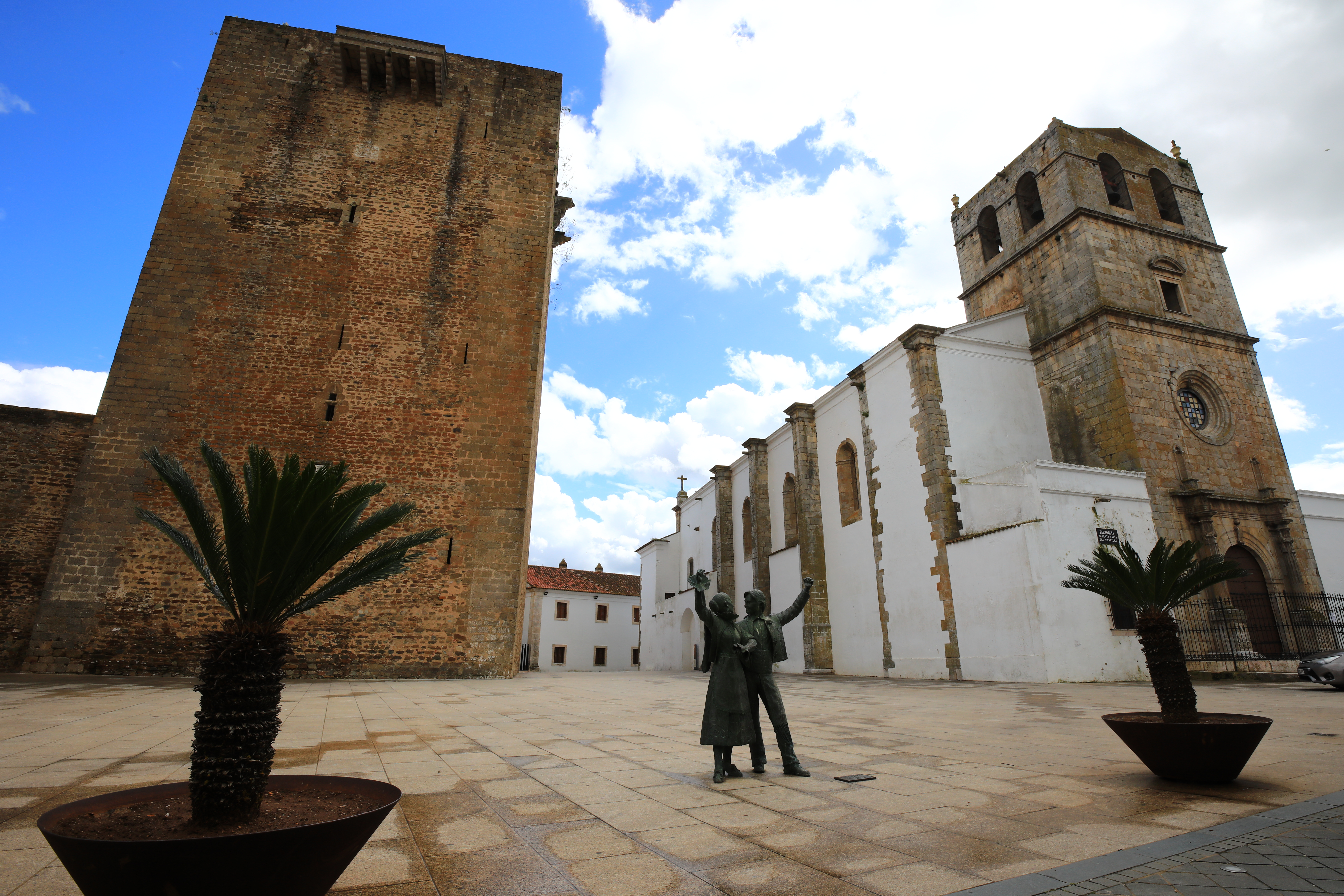
La plaza Santa María, au cœur de la vieille ville.

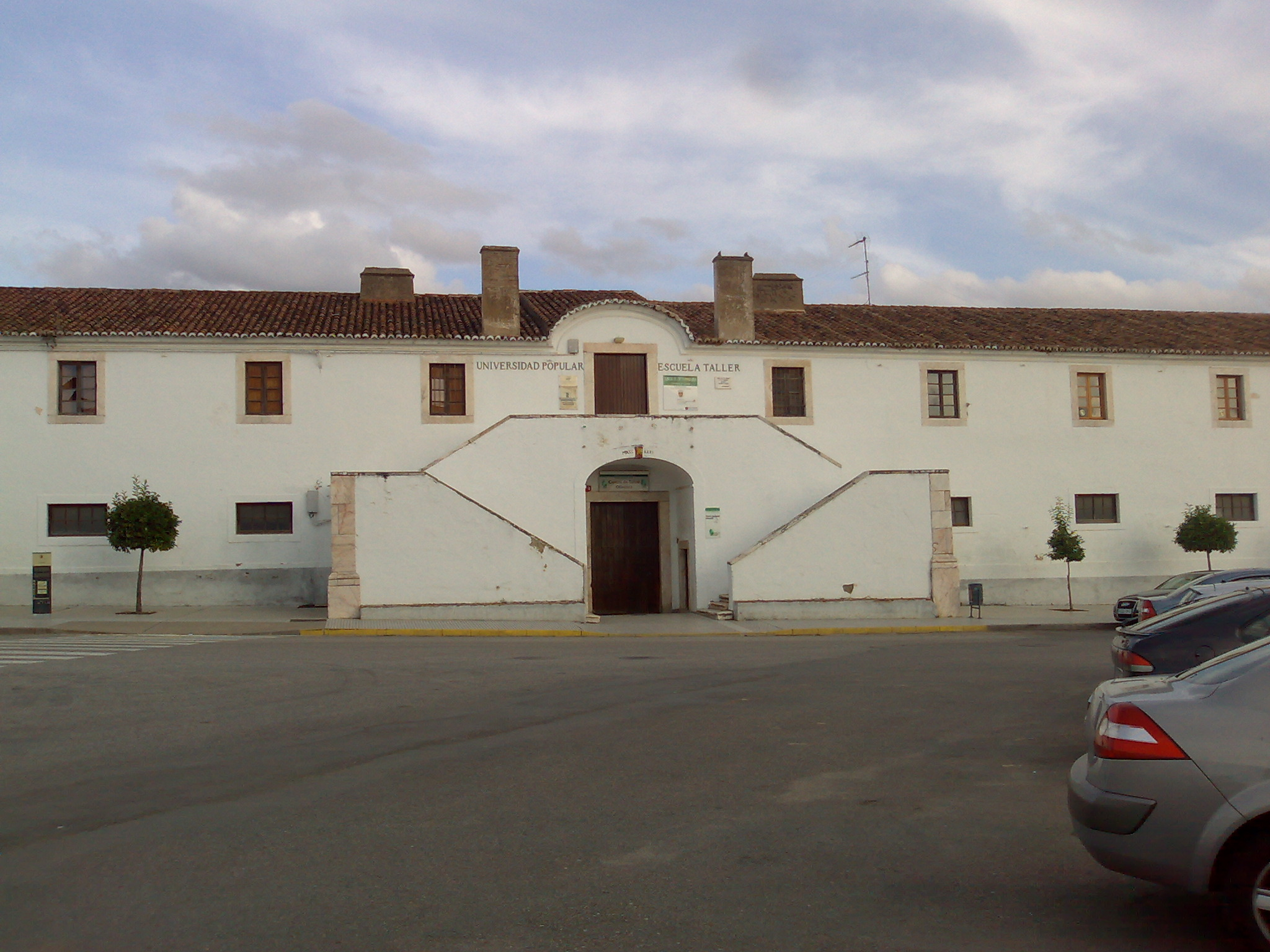
Université populaire de la ville.

Olivence, Olivenza ou Olivença est le chef-lieu de la municipalité du même nom, elle comporte 10 111 habitants soit plus de 80 % de la population totale de la municipalité. Jusqu'en 1801, la localité d'Olivença était divisée en deux paroisses civiles : Santa Maria Madalena et Santa Maria do Castelo. Les deux paroisses réunies comptaient, en 1801, 5 593 habitants.
- San Francisco de Olivenza (São Francisco de Olivença)

San Francisco de Olivenza est un village situé à 11 kilomètres au nord d'Olivence, il se trouve à une altitude moyenne de 176 mètres. Des vestiges archéologiques de l'époque romaine et des vestiges d'une église wisigothe ont été découverts sur le territoire du village.
San Francisco a été créé avec le plan Badajoz, il est l'un des villages typiques construits par ordre de Francisco Franco, comme le village de San Rafael. Le village est situé à côté de la Ribera de Olivenza. Le jubilé d'or a été fêté en 2006 à l'occasion des 50 ans de la création du village.
- San Rafael de Olivenza (São Rafael de Olivença)

San Rafael de Olivenza est un village situé à 7 kilomètres au nord-est d'Olivence, il se trouve à une altitude de 230 mètres. Selon le recensement de 2013, le village compte une population de 257 habitants.
Le village remonte au Plan Badajoz de 1952, il s'agit une succession de plans pour apaiser les paysans sans terre dans la province de Badajoz. Le village est achevé en 1956. En 2006, le village fête son jubilé d'or, à cette occasion diverses manifestations ont été organisées pour commémorer cet événement.
Il existe une église paroissiale catholique, elle est sous l'invocation de l'archange Raphaël et dépendante de l'Archidiocèse de Mérida-Badajoz.
- Villarreal (Vila Real)

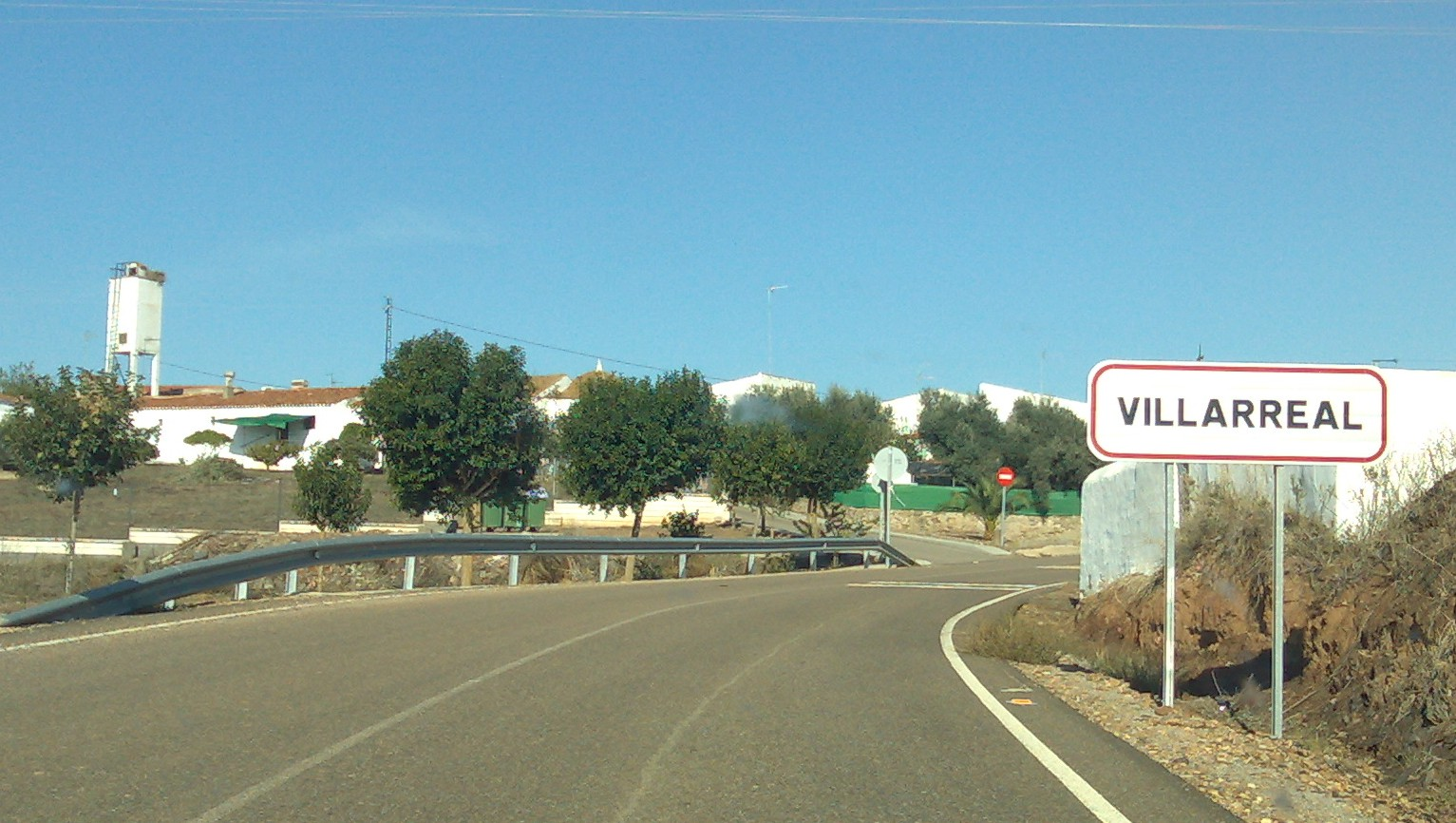
Entrée de Villarreal.

Villarreal, Vila Real ou encore Nossa Senhora de Vila Real est un village situé au bord du Guadiana, face aux villages fortifiés d'Alandroal et de Juromenha. Villarreal est intégré à la commune d'Olivence. En 1801, Aldeia da Ribeira était un village portugais dépendant de Juromenha, à la suite de l’annexion d'Olivence par les Espagnols, le village prend le nom de Villarreal et est rattaché à Olivence.
Au début du XVIIIe siècle, le village comptait 200 habitants. Selon le recensement de 2007, le village possédait 87 habitants. Le centre d'Olivence se trouve à 12 kilomètres de Villarreal.
- Santo Domingo de Guzmán (São Domingos de Gusmão)

Santo Domingo de Guzmán ou São Domingos de Gusmão est un village situé à 7 kilomètres d'Olivence, il est composé de 16 habitants (2013). Avant 1801, le village était une paroisse civile portugaise, à cette époque le village comptait 353 habitants. Santo Domingo possède une église, elle est dédiée à Dominique de Guzmán. L'église est un petit bâtiment blanchi à la chaux datant du XVIIe siècle, elle possède plus l'aspect d'une chapelle.
Au début du XVIIIe, le village comptait une population d'environ 60 habitants.

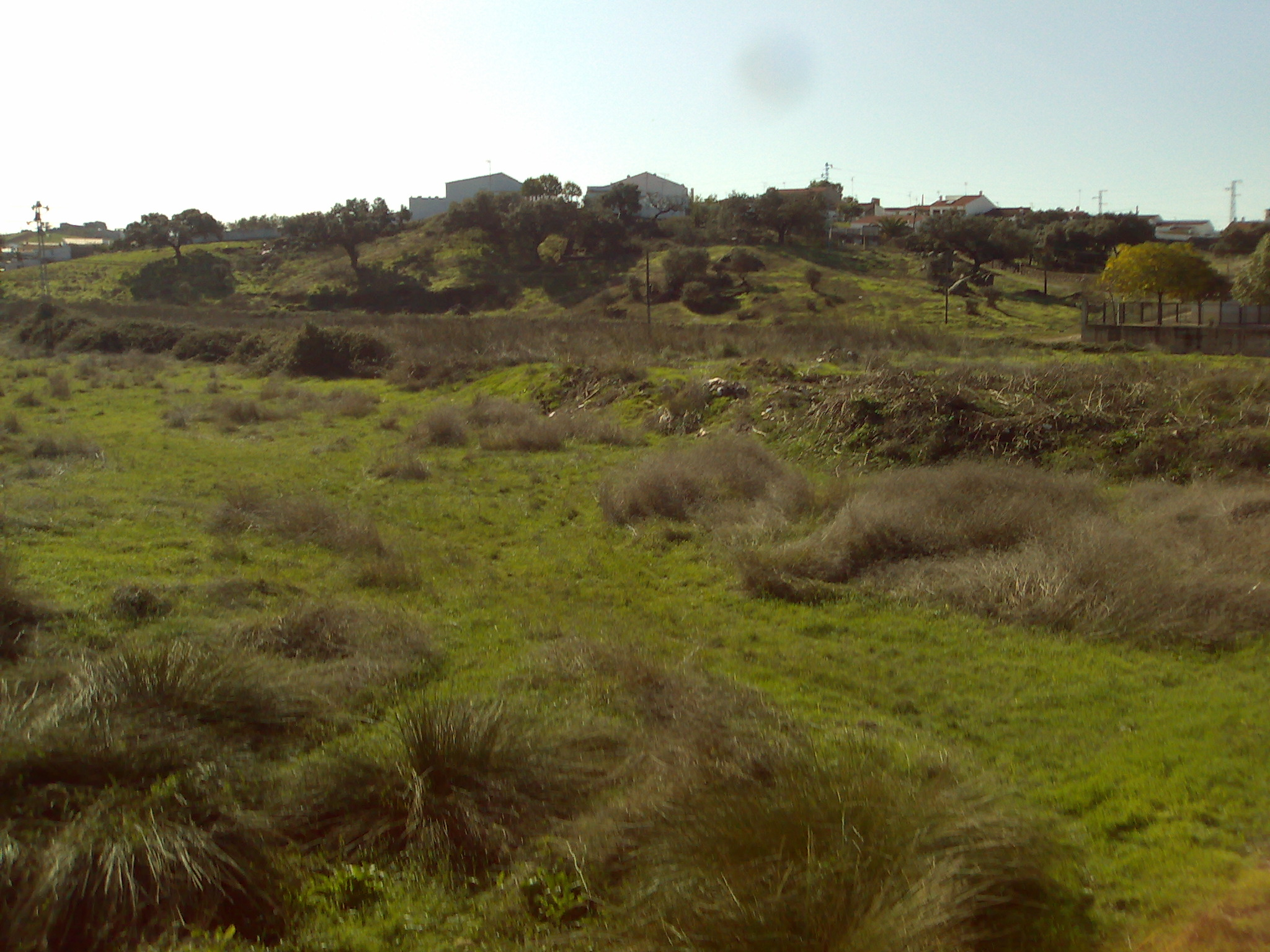
Vue partielle de San Benito.

- San Benito de la Contienda (São Bento da Contenda)

San Benito de la Contienda ou São Bento da Contenda est un village à 7,5 kilomètres au sud-ouest d'Olivence. Avec une altitude moyenne de 220 mètres, elle compte en 2007 une population de 588 habitants. Le patrimoine le plus important de San Benito est l’église paroissiale de Saint-Benoit, architecture d’influence alentejana, celle-ci a été construite en 1776.
En 1613, une grande sécheresse a touché le fleuve Guadiana, les habitants d'Olivence ont réalisé une procession à San Benito pour invoquer la pluie. Au début du XVIIIe siècle, le village comptait environ 100 habitants.
- San Jorge de Alor (São Jorge da Lor)

San Jorge de Alor, São Jorge da Lor ou encore São Jorge de Olor est un village situé à 5 kilomètres au sud-est d'Olivence, elle compte 508 habitants, en 2013. Jusqu'en 1801, São Jorge da Lor était une freguesia portugaise de la municipalité d'Olivence, à cette époque la paroisse civile comptait 404 habitants. L'église paroissiale de Saint-Georges a été construite dans le centre du village, au XVIe siècle. L'église possède une architecture typique de l'Alentejo. Au début du XVIIIe, le village comptait près de 80 habitants.

### Logements
Le tableau ci-dessous présente une comparaison du logement à Olivence par rapport à la ville de Badajoz en 2011, au travers de quelques indicateurs :
|                                  | Olivence        | Villafranca de los Barros | Badajoz          |
| -------------------------------- | --------------- | ------------------------- | ---------------- |
| Nombre de logements              | 5 740           | 5 956                     | 72 067           |
| Nombre de résidences principales | 4 246 (73,97 %) | 4 558 (76,53 %)           | 56 317 (78,15 %) |
| Nombre de logements secondaires  | 322 (5,61 %)    | 405 (6,80 %)              | 5 161 (7,16 %)   |
| Nombre de logements vacants      | 1 172 (20,42 %) | 993 (16,67 %)             | 10 589 (14,69 %) |

Selon le recensement de l'INE de 2011, le nombre total de logements dans la commune d'Olivence est de 5 740. Parmi ceux-ci, 4 246 (73,97 %) sont des résidences principales, 322 (5,61 %) sont des logements secondaires et 1 172 (20,42 %) sont des logements vides. Le taux de logements vacants est supérieur à la capitale de la province, Badajoz. Les taux de logements secondaires et principales sont inférieurs à Badajoz et à Villafranca de los Barros, ville comparable à celle d'Olivence.

Exemples de logements à Olivence (sélection).
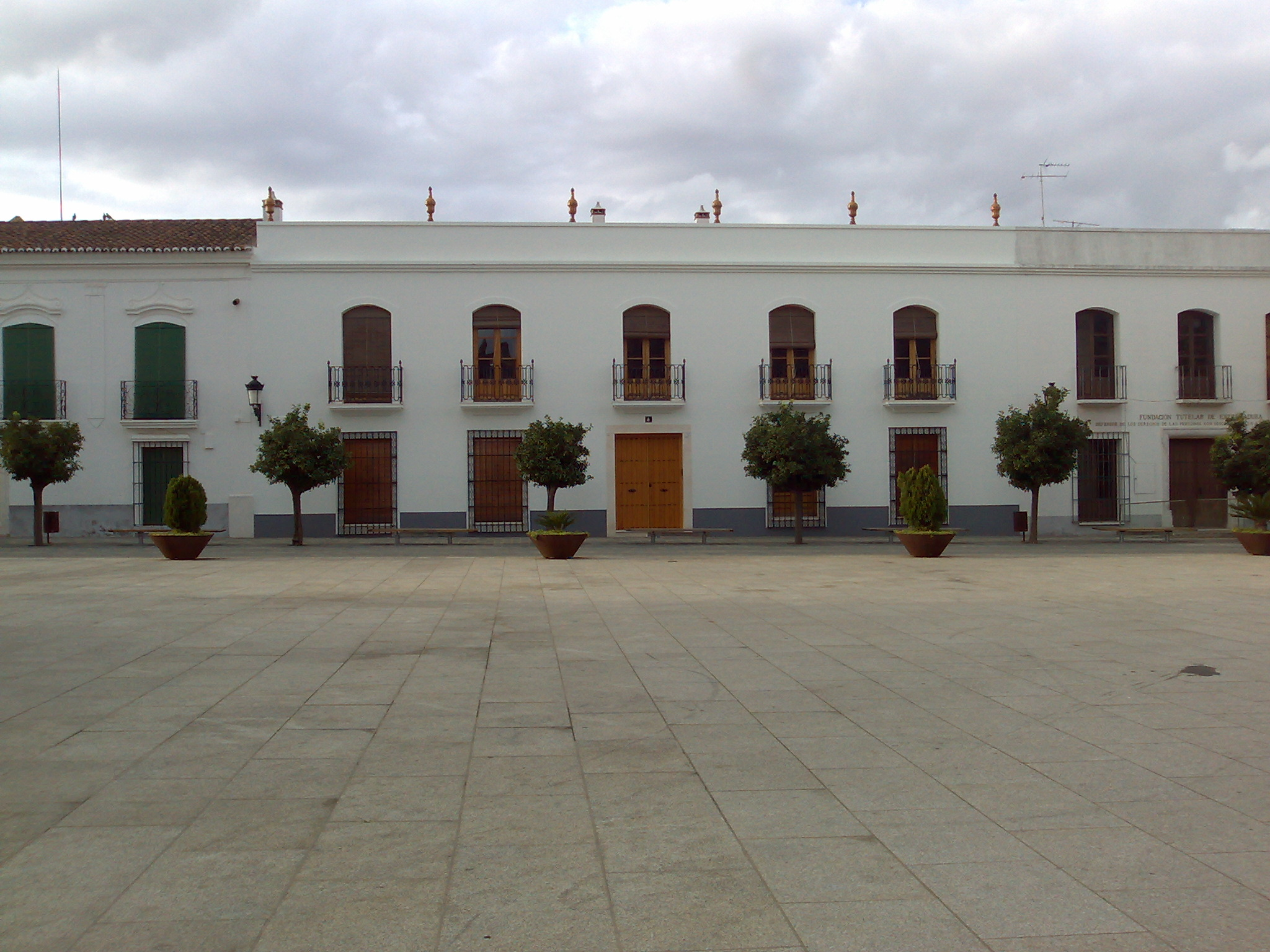
Maisons de ville Alentejana.
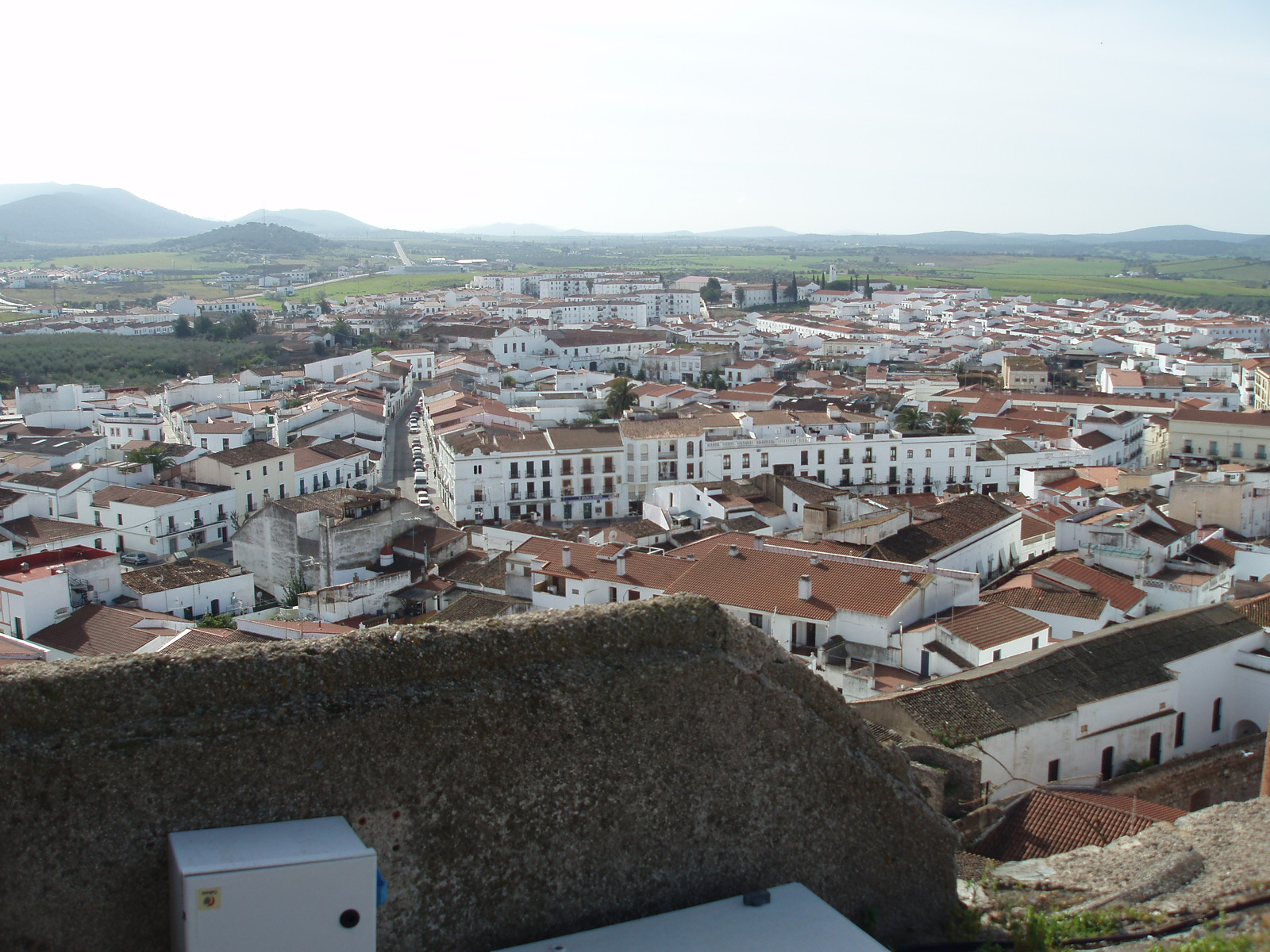
Vue sur le proche centre-ville
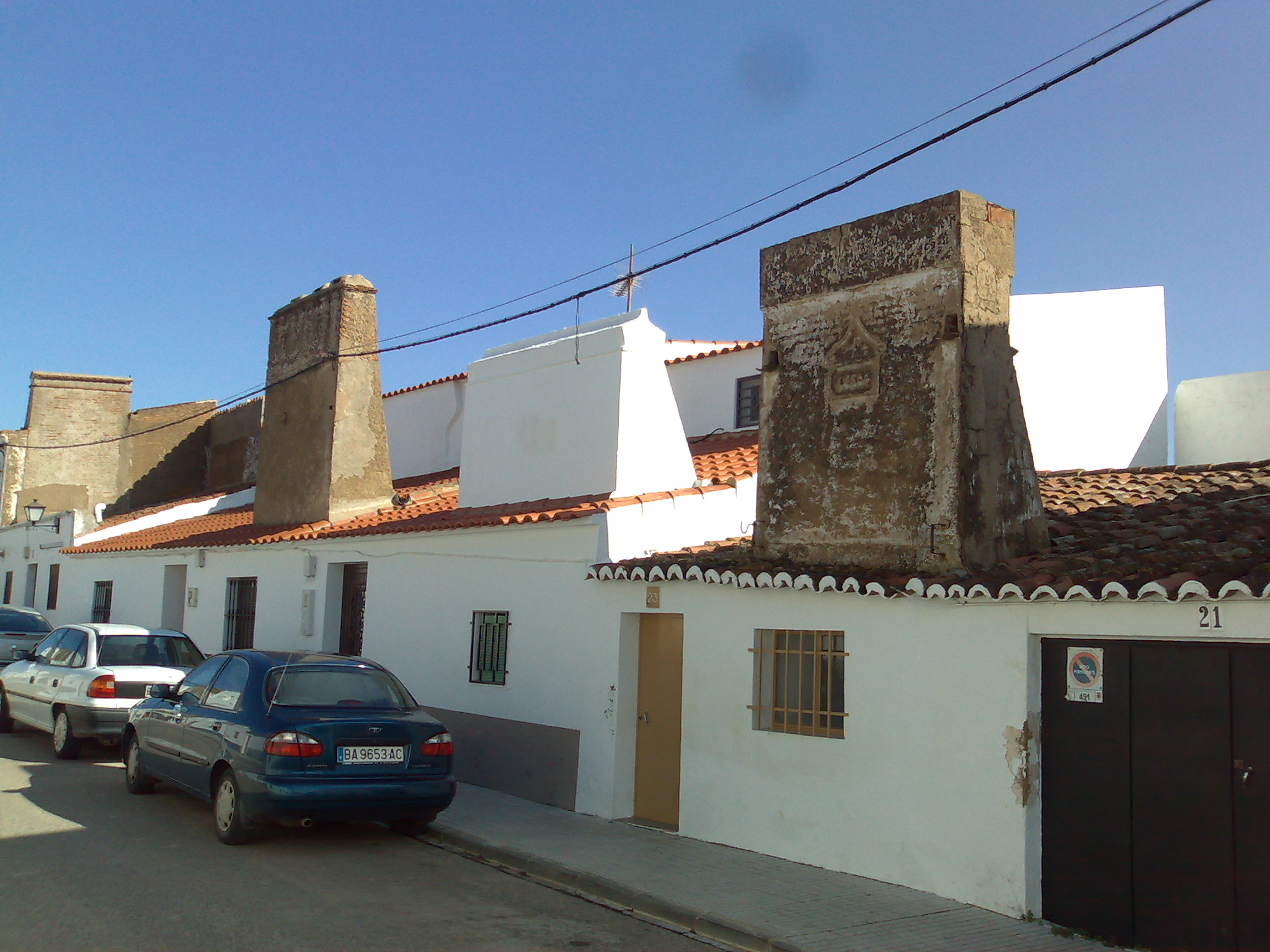
Maisons de ville de San Jorge.
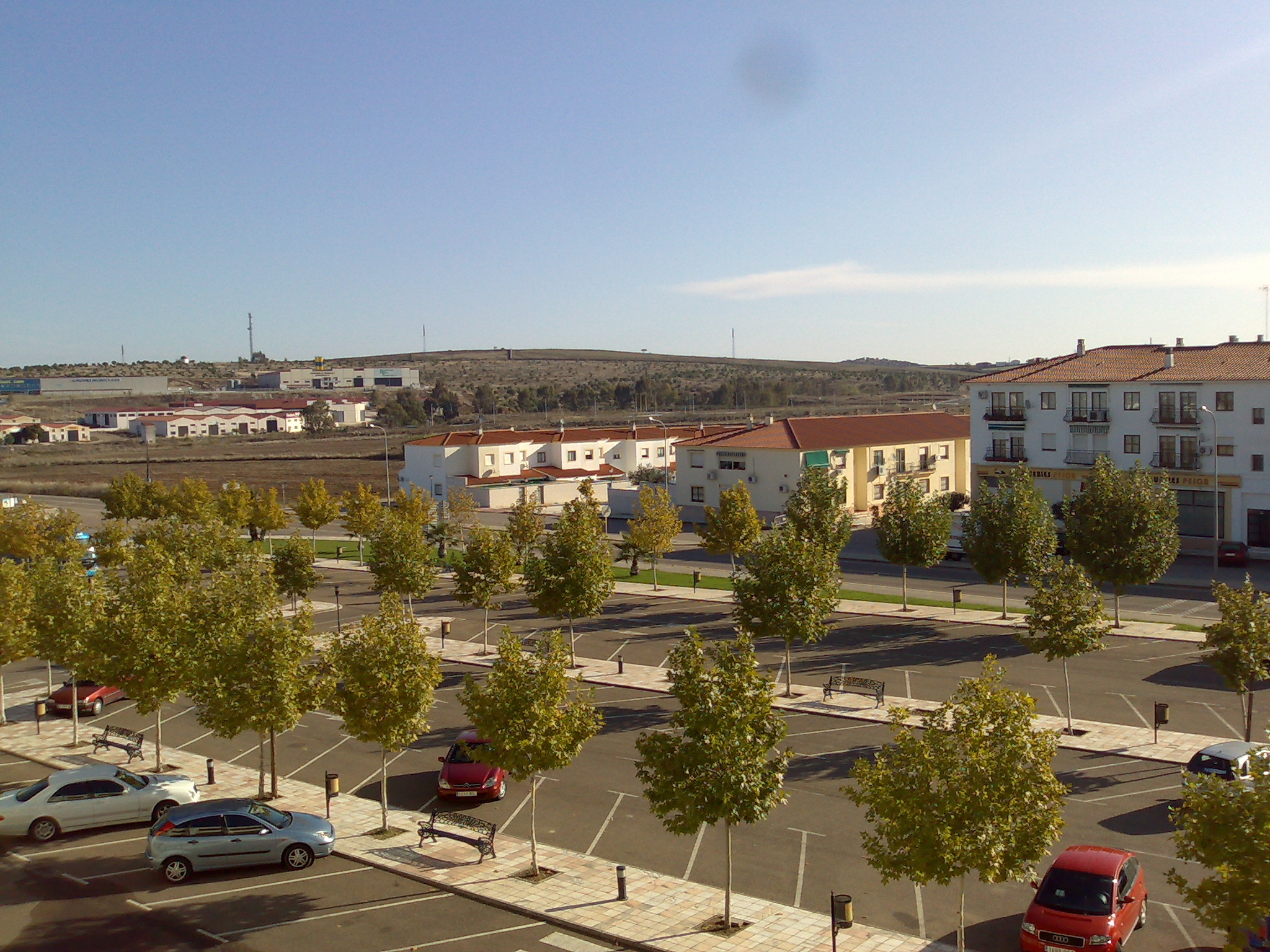
Immeubles en périphérie du centre-ville.
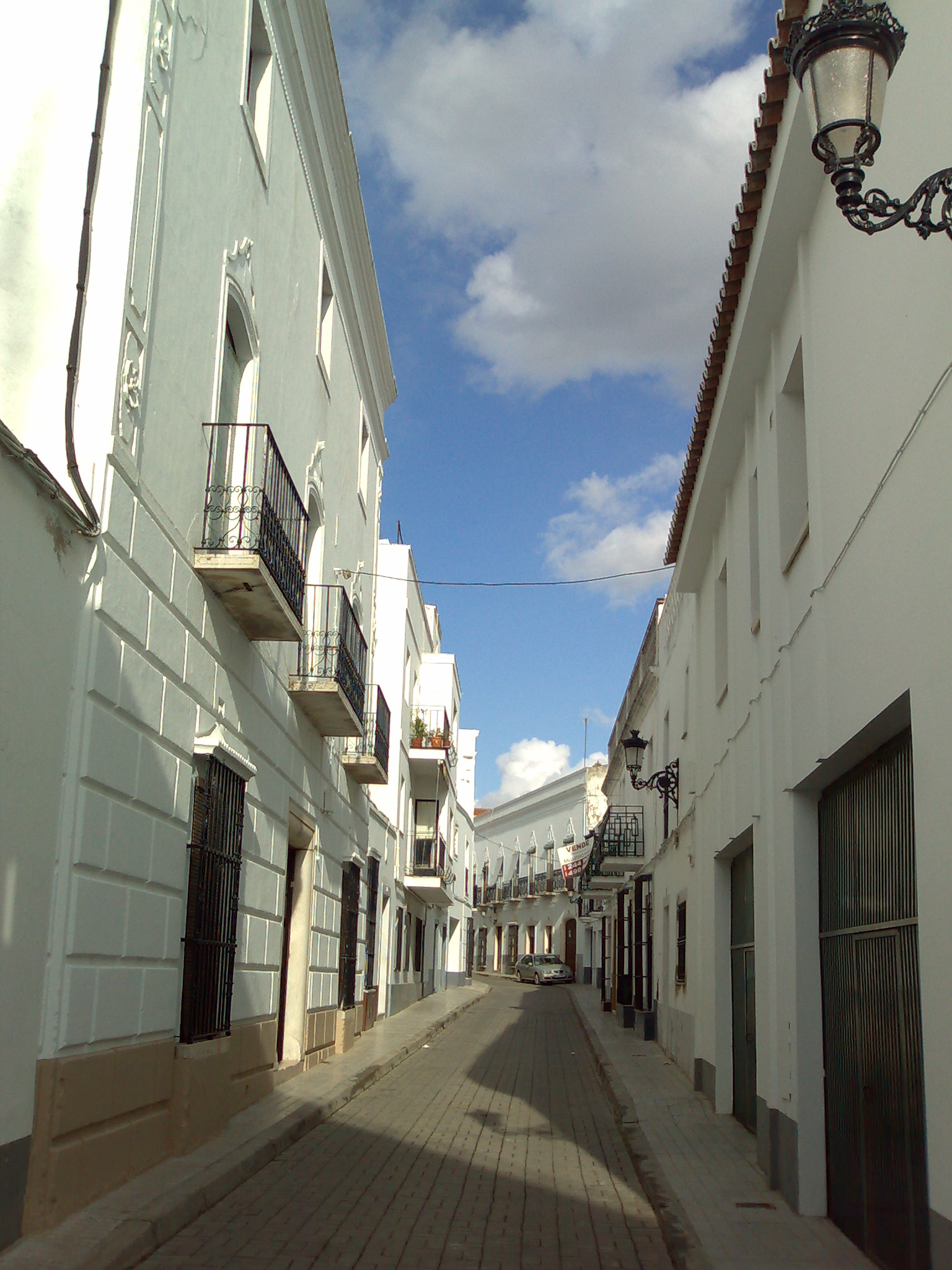
Une rue du centre-ville.

## Toponymie

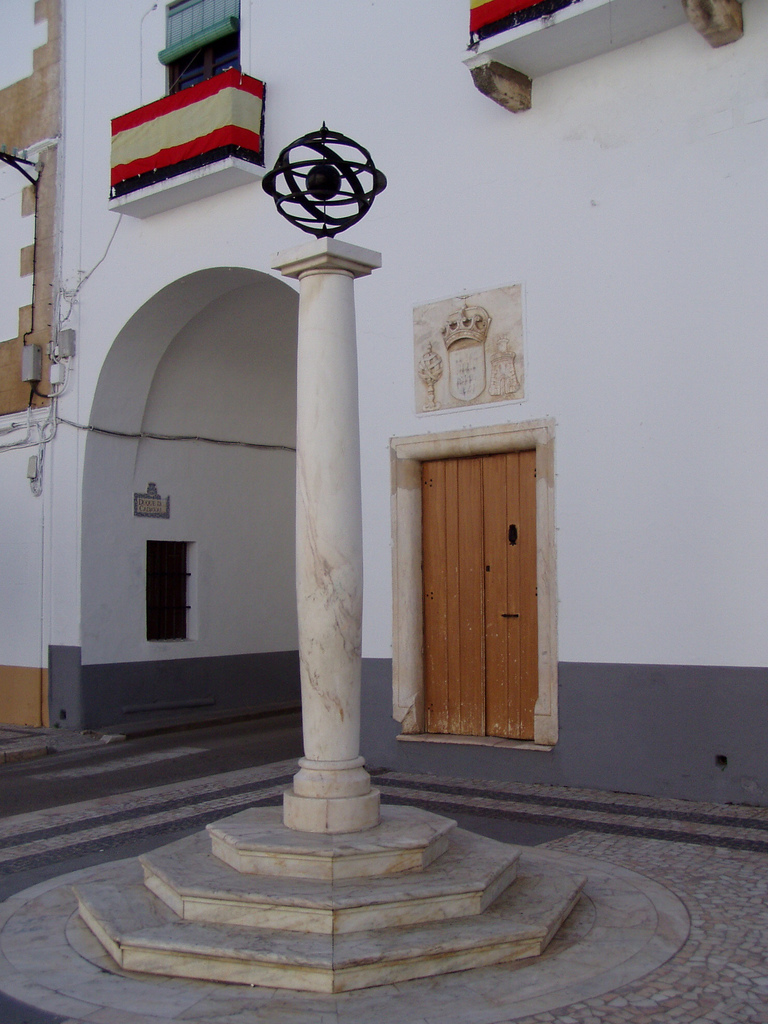
Armes portugaises et Pilori avec une sphère, symbole du Royaume de Portugal et drapeaux espagnols sur les balcons de la Mairie.

Selon José Pedro Machado, le nom de la ville était déjà utilisé au Moyen Âge. Le nom de la localité, Olivença, est officialisé au XVe siècle. Olivença garda ce nom jusqu'en 1801, où le Royaume d'Espagne occupa la ville et hispanise le nom de la ville en la renommant Olivenza.
Dans plusieurs anciens ouvrages, la ville est traduite Olivence en français.

### Étymologie
Le Dicionário Onomástico Etimológico da Língua Portuguesa (dictionnaire onomastique étymologique de la langue portugaise) de José Pedro Machado indique que l'origine du nom de la ville d'Olivença vient du latin.
- Il se compose ainsi :
  - son préfixe : Olive : du latin oliva ; en français : Olive, Olivier ; en portugais : Oliveira, Azeitona,
  - son suffixe : -ença : du latin ens ; en français : étant ; en portugais : ser/estar.

## Histoire

### Olivenza dans le royaume de León
L’origine d’Olivence remonte à la conquête définitive de Badajoz par le dernier roi de León, Alphonse IX, au printemps de l’année 1230. En récompense à  la participation des Templiers à cette campagne, Alphonse IX leur accorde les enclaves de Burguillos et d’Alconchel.
En 1256, l’Ordre y crée la commanderie d’Olivence, qui n’est alors qu’un ensemble de champs, de cabanes et de quelques maisons construites à proximité d’une source généreuse. Sous le règne d’Alphonse X le Sage, l’ordre du Temple est expulsé d’Olivence et doit abandonner ses terres à la municipalité et à l’évêché de Badajoz.

### Cession au Portugal

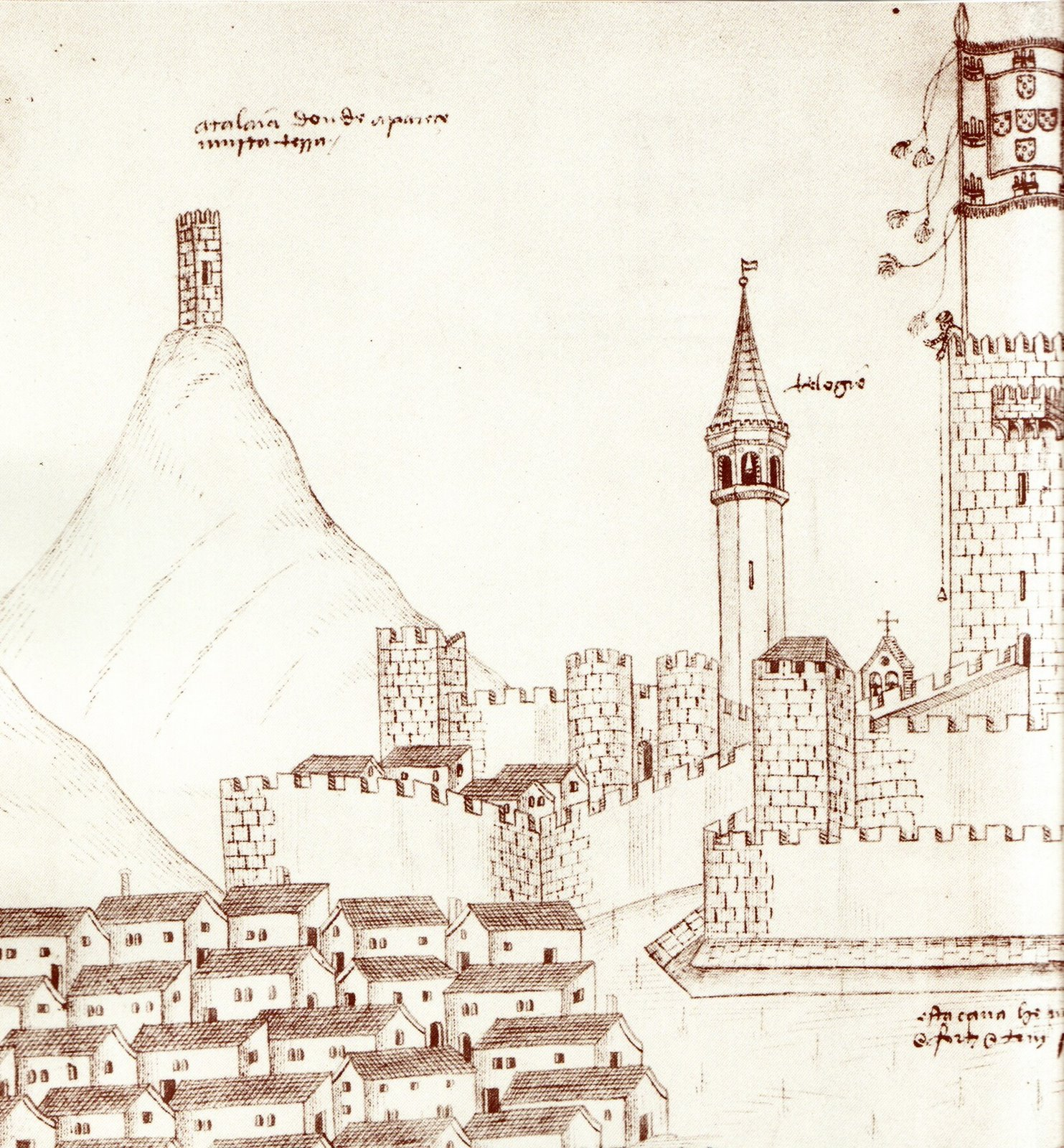
Représentation du château d'Olivence, en 1509

Plus tard, sous la régence de María de Molina sur le trône de Castille, Denis Ier de Portugal profite de la faiblesse de ce royaume pour signer le traité d'Alcañices de 1297, qui comprend le transfert de la souveraineté de la ville au Portugal.
Olivence renforce par la suite progressivement ses défenses. En 1298, Denis Ier accorde une charte forale à la cité, l’élevant au rang de ville, et fait construire les premiers remparts. En 1488, le roi Jean II commande l’érection de la Tour de l’Hommage, la plus élevée du royaume. Pendant la crise portugaise de 1383-1385, Olivence est rattaché au royaume de Castille, cependant le territoire redevient portugais le 29 novembre 1389. En 1510, le roi Manuel Ier encourage la construction du pont fortifié d’Ajuda sur le Guadiana pour assurer la mobilité des troupes sur la rive gauche, permettant de relier Olivence et Elvas. Cet ouvrage militaire majeur mesure 380 mètres de long pour cinq de large, comprend dix-neuf arches et une tour de défense de trois étages en son milieu.
Après la paix connue sous l’Union ibérique, Olivenza renoue avec une période conflictuelle dans le cadre de la guerre de Restauration portugaise de 1640. Conquise en 1657 par le duc de Saint-Germain, après quatre tentatives infructueuses, Olivence revient au Portugal avec la signature du traité de Lisbonne de 1668, qui reconnaît officiellement l’indépendance de ce royaume.
Dans la seconde moitié du XVIIIe siècle, le Portugal redéfinit sa politique militaire contre l’Espagne vers un aspect purement défensif. Ce changement d’orientation a des conséquences importantes pour la ville-frontière Olivence, que des stratèges recommandent d'abandonner, au motif :
- de l’importance du coût de l’artillerie lourde, des munitions, des équipements et des hommes nécessaires à neuf bastions (en comparaison, la ville de Badajoz n’en compte que huit) ;
- de l’interruption de la chaîne logistique provoquée par la destruction du pont fortifié lors de la guerre de Succession d’Espagne en 1709 ;
- la situation critique dans laquelle se trouverait toute troupe envoyée en renfort avec une voie de retraite coupée par le courant du fleuve Guadiana[8].

### Conquête espagnole d’Olivence
En 1801, dans le cadre de l’alliance militaire franco-espagnole issue du premier traité de San Ildefonso (1796), Olivenza est conquise par l’armée espagnole lors de la guerre des Oranges et annexée officiellement le 6 juin 1801 par le traité de Badajoz, qui fixe le Guadiana comme frontière entre les deux pays à cet endroit.
Du 12 janvier au 22 janvier 1811, pendant la guerre d'Espagne la ville est assiégée et prise par les troupes françaises.

## Politique et administration

### Institutions municipales
La municipalité de Olivence est l'organe élu qui dirige la ville. Elle comprend 17 conseillers élus au suffrage universel pour un mandat de quatre ans. Le maire est élu par celle-ci.
| Période | Période  | Identité                       | Étiquette | Qualité                                         |
| ------- | -------- | ------------------------------ | --------- | ----------------------------------------------- |
| 1979    | 2007     | Ramón Rocha Maqueda            | PSOE      |                                                 |
| 2007    | 2011     | Guillermo Fernández Vara       | PSOE      | Président de la Junte d'Estrémadure (2007-2011) |
| 2011    | 2015     | Bernardino Antonio Píriz Antón | PP        |                                                 |
| 2015    | en cours | Manuel José González Andrade   | PSOE      | Ingénieur technico-industriel                   |

#### Conseil municipal
La ville d'Olivence comptait 12 104 habitants aux élections municipales du 24 mai 2015. Son conseil municipal (en espagnol : Pleno del Ayuntamiento) se compose donc de 17 élus.
| Parti | Parti                                    | Tête de liste                  | Voix  | %       | Élus   |
| ----- | ---------------------------------------- | ------------------------------ | ----- | ------- | ------ |
|       | Parti socialiste ouvrier espagnol (PSOE) | Manuel José González Andrade   | 3 457 | 46,94 % | 8 / 17 |
|       | Parti populaire (PP)                     | Bernardino Antonio Píriz Antón | 2 373 | 32,22 % | 6 / 17 |
|       | Izquierda Unida (IU)                     | Luis Núñez Fernández           | 1 325 | 17,99 % | 3 / 17 |

### Statut juridique

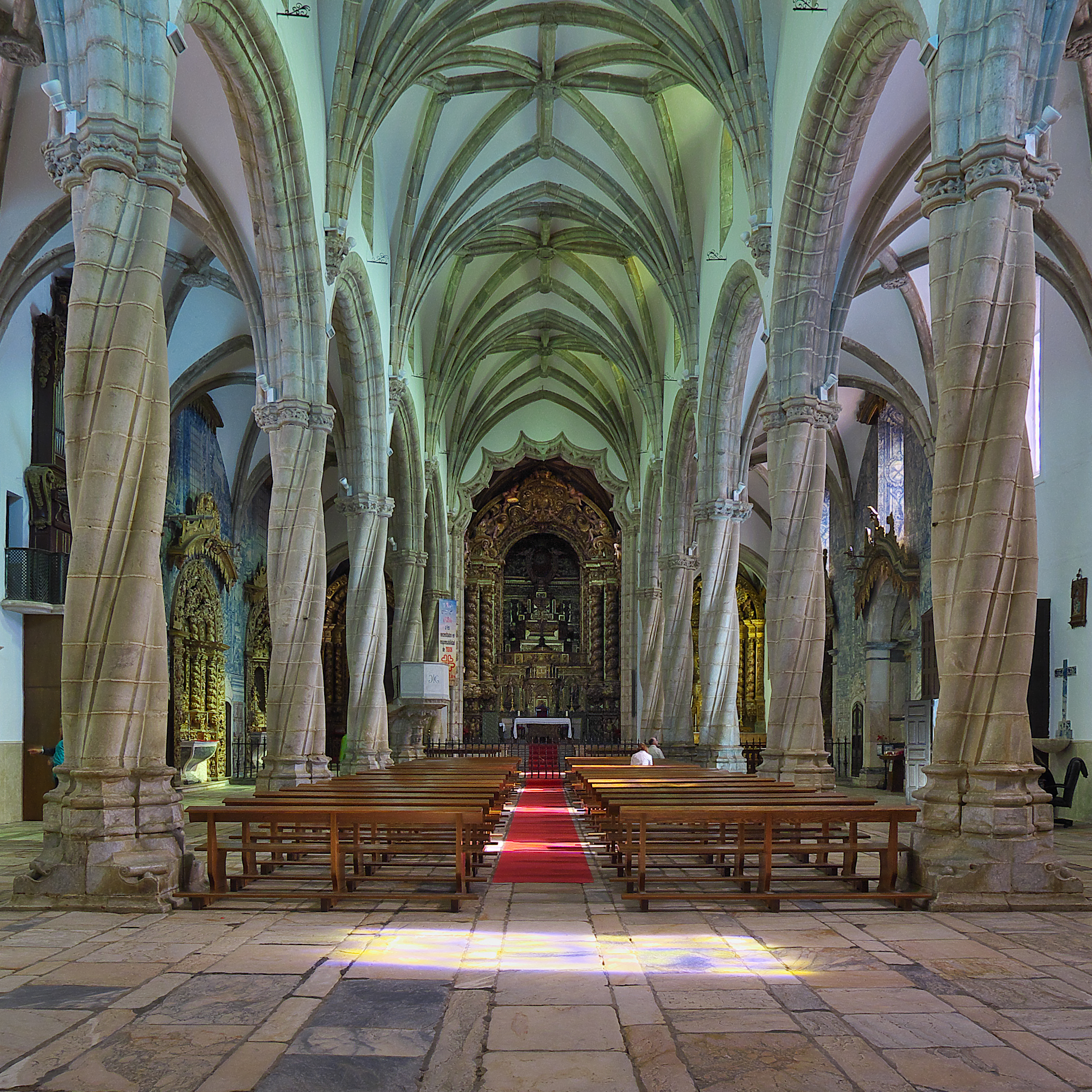
Église Sainte Marie Madeleine, construite avec un style manuélin.

La ville d'Olivence est une municipalité espagnole, cependant le gouvernement portugais ne reconnaît pas la souveraineté de l'Espagne sur ce territoire, puisque la constitution portugaise, dans son article 5, alinéa 3, rend impossible la reconnaissance de cette souveraineté espagnole.
Article IV du traité de Cadix de 1810 : 

« De manière à effacer totalement des mémoires les funestes déconvenues entre les deux monarchies contre leurs propres intérêts, le gouvernement espagnol consent à rendre la ville d’Olivence, son territoire et ses dépendances, de façon qu’ils soient réunis à nouveau et perpétuellement à la couronne portugaise. »

Article 105 du traité de Vienne de 1815 : 

« Les Puissances, reconnaissant la justice des réclamations formées par S. A. R. le prince régent de Portugal et du Brésil, sur la ville d’Olivence et les autres territoires cédés à Espagne par le traité de Badajoz de 1801, et envisageant la restitution de ces objets, comme une des mesures propres à assurer entre les deux royaumes de la péninsule, cette bonne harmonie complète et stable dont la conservation dans toutes les parties de l’Europe a été le but constant de leurs arrangements, s’engagent formellement à employer dans les voies de conciliation leurs efforts les plus efficaces, afin que la rétrocession desdits territoires en faveur du Portugal soit effectuée ; et les puissances reconnaissent, autant qu’il dépend de chacune d’elles, que cet arrangement doit avoir lieu au plus tôt. »

#### Position espagnole
La position espagnole est indiquée sur le site de la Diputación Provincial de Badajoz. D'après les autorités espagnoles, Olivence appartient légalement à l’Espagne en vertu de l’article III du traité de Badajoz du 6 juin 1801 qui a mis fin à la guerre des Oranges. Le traité n’a pas été annulé ou abrogé par une autre convention de niveau équivalente ou naturelle. Toujours d'après elles, il n’existe aucun fondement en droit qui détermine l’obligation à l’Espagne de rétrocéder le territoire au Portugal. Et si les Portugais réclamaient la rétrocession d’Olivence devant la Cour européenne de justice ou de la Cour internationale de justice, le cas serait considéré comme « non justiciable », car il n’est pas du ressort de la justice d’examiner ce que les Espagnols appellent « le fondement moral d’événements historiques ». Les Espagnols ajoutent que depuis la mort en 1850 du Duque de Palmela, le Portugal n’aurait ni officiellement, ni officieusement demandé à l’Espagne la propriété d’Olivence.
Tous les traités signés entre les deux pays, postérieurs au congrès de Vienne, ont consacré comme la première de leurs obligations le respect des frontières établies. À l’article 2 du traité d’amitié et de coopération de 1977, les parties contractantes ont réaffirmé l’inviolabilité de leurs frontières et l’intégrité de leurs territoires (le problème étant qu'elles ne sont jamais arrivées à un accord concernant les frontières d'Olivence). Enfin, les autorités espagnoles considèrent que l’appartenance du Portugal et de l’Espagne à l’espace politique de l’Union européenne instituée par le traité de Maastricht, avec pour conséquence l’abolition des frontières entre les pays membres, rend sans fondement le refus portugais de reconnaître formellement à Olivence le fleuve Guadiana comme frontière commune.

#### Revendications du Portugal et litiges frontaliers

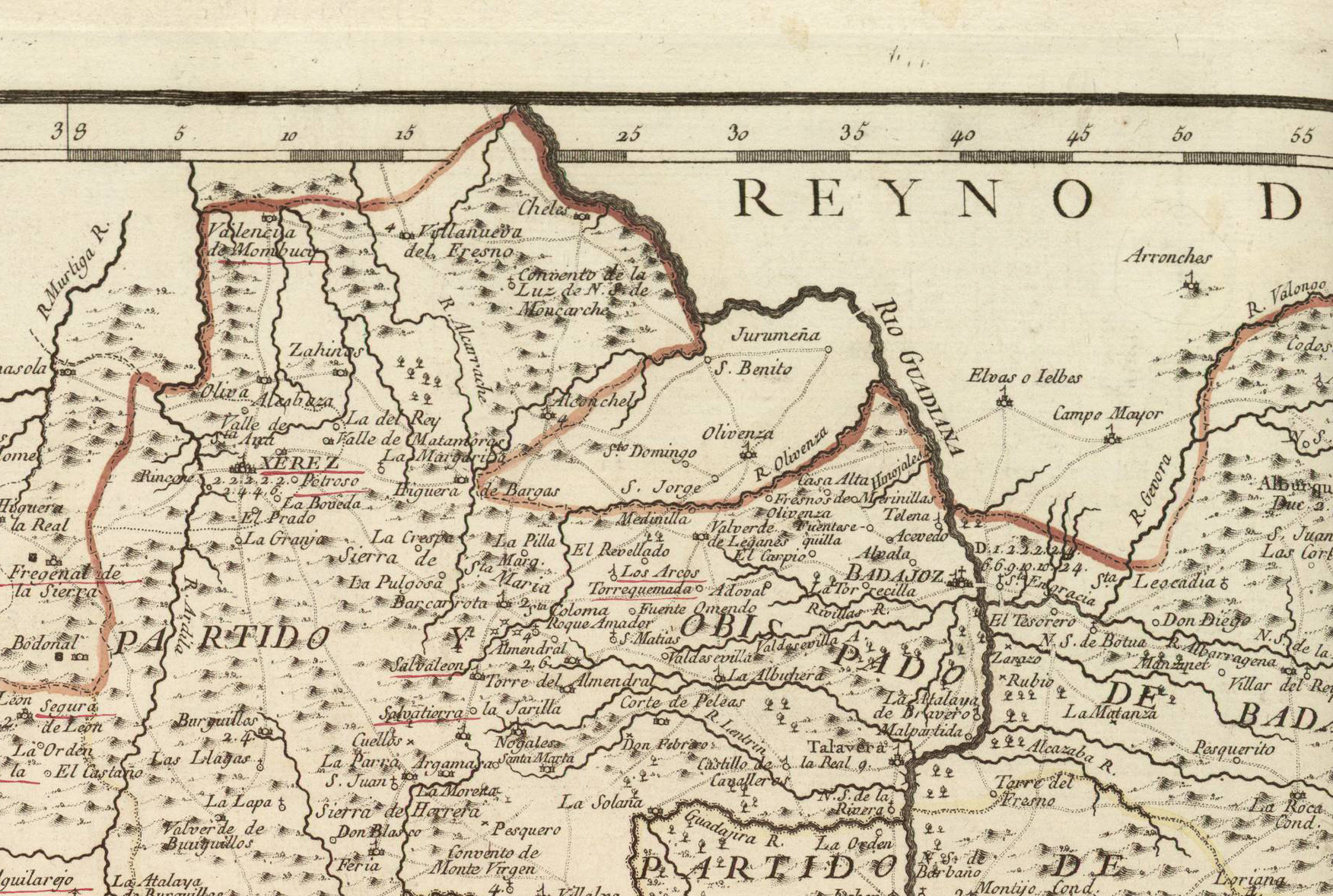
Olivence, territoire portugais en 1766.

La position des autorités portugaises est exposée sur le site du Grupo dos Amigos de Olivença - Sociedade Patriótica.
Le traité de Badajoz précise entre autres que le non-respect d’un quelconque de ses articles entraînerait son annulation, ce qui est arrivé en 1807. Le 27 octobre 1807, le traité franco-espagnol de Fontainebleau prévoit l’occupation du Portugal et sa division en trois zones : la province d’Entre Douro-e-Minho pour Charles II de Parme, roi de l’Etrurie ; la principauté de l’Algarve pour le ministre espagnol Manuel Godoy ; les provinces restantes ainsi que les territoires d’outre-mer devant faire l’objet d’un futur accord.
En novembre 1807, les forces espagnoles et françaises occupent le pays, amenant la famille royale portugaise à transférer la Cour et le gouvernement au Brésil. Avec la signature du traité de Fontainebleau et l'invasion du Portugal, l’Espagne aurait entraîné l’annulation du traité de Badajoz, annulant son droit à conserver la ville de Olivence. Le 1er mai 1808, le prince régent de Portugal, Dom João, publie à Rio de Janeiro un manifeste par lequel est rejeté, pour ces motifs, le traité de Badajoz. Le 30 mai 1814, le traité de Paris, dans son article 3 de la section d’amendements, déclare nul et sans aucun effet le traité de Badajoz. Au cours des décennies suivantes, le Portugal réclame la restitution de la ville, en particulier le 9 juin 1815, selon l’acte final du congrès de Vienne, en son article 105, les droits portugais sur le territoire d’Olivença sont reconnus. Le 7 mai 1817, l’Espagne signe le traité de Vienne, « reconnaissant la justice des réclamations formulées par Son Altesse Royale, le prince régent de Portugal et du Brésil, sur la ville d’Olivence et des autres territoires cédés à l’Espagne par le traité de Badajoz de 1801 », et s’engage à réaliser « les efforts les plus efficaces à fin que puisse s’effectuer la rétrocession de ces territoires au bénéfice du Portugal ».
Entretemps, l'État espagnol, qui a entamé un mouvement de centralisation politique, engage une campagne d'éradication de la langue portugaise dans le territoire occupé. L'usage du portugais est drastiquement interdit à Olivence par les autorités madrilènes à partir de 1840, y compris dans la liturgie. Les noms de rues portugais sont tous remplacés par des noms de rue castillans. Des colons espagnols sont installés dans la citadelle et la vieille ville, qu'une partie de la population portugaise a désertée pour fuir l'occupation. Afin de briser l'identité séculaire d'Olivence, en 1850, le territoire est démembré, avec le rattachement de Táliga à la municipalité de Badajoz. En 1858, la reine Isabelle II d'Espagne élève Olivence au rang de ville afin de l'insérer plus efficacement dans le tissu urbain et l'administration espagnols. Enfin, au début du XXe siècle, les autorités espagnoles imposent la castillanisation des patronymes portugais aux habitants du territoire. D'un point de vue historique, la castillanisation d'Olivença est à étudier dans le contexte plus général de la tentative de construction d'un État espagnol fort centralisé et castillanisé, initiée avec les décrets de Nueva Planta, et accentuée à partir du règne d'Isabelle II (1830), puis sous les Libéraux (qui s'attaquent également aux identités et aux libertés galiciennes, basques, catalanes, etc.).

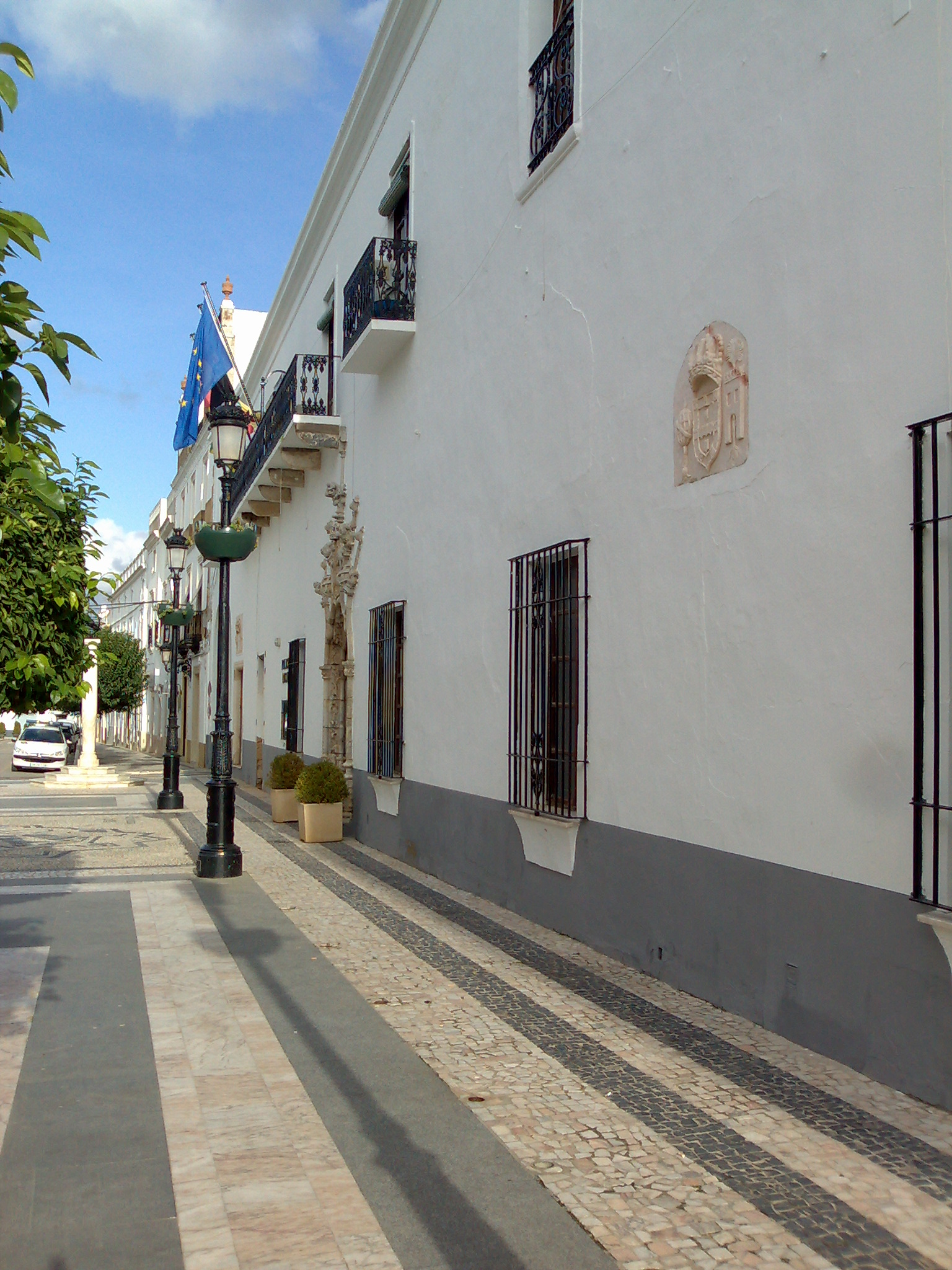
Armoiries royales portugaises sur le mur de la mairie d'Olivence, en 2008.

Côté portugais, les démarches politiques pour récupérer le territoire se poursuivent tout au long du XIXe siècle, avec un premier blocage de la délimitation des frontières par l'État portugais en 1864, et une demande officielle du roi Charles Ier de Portugal au roi d'Espagne en 1903 afin que « justice soit rendue dans le litige d'Olivence. » Sous la première République portugaise, la question est encore soulevée au Sénat par le sénateur Ramos da Costa en 1911. Puis, à l'occasion de la victoire alliée, en 1918-1919, la diplomatie portugaise prépare un mémorandum très détaillé concernant la situation de la ville, mais l'Espagne n'ayant pas participé au conflit, l'arbitrage de la communauté internationale est rendu impossible. En 1926, un second blocage de la délimitation des frontières par l'État portugais empêche de poser les bornes frontalières sur un tronçon d'environ 100 km, en raison de ce que l'on appelle dès lors la « question d'Olivença. »
Après l'arrivée au pouvoir de Salazar, l'État portugais abandonne peu à peu les protestations officielles, mais, dans l’opinion publique et la société civile, des « mouvements irrédentistes », fondés par des habitants de l'Alentejo ou d'Olivença réfugiés au Portugal, maintiennent des actions politiques et culturelles, et tentent en vain de forcer la diplomatie salazariste à revenir officiellement sur la question de la rétrocession (Sociedade Pró-Olivença en 1938, le Círculo de Estudos Históricos de Olivença, le Fórum Olivença, le Círculo de Estudos Oliventinos, et enfin le Comité Olivença Portuguesa en 1988). Des personnalités de premier plan, comme le général et opposant à la dictature Humberto Delgado, prennent parti publiquement pour la rétrocession d'Olivence.
Pendant la guerre civile espagnole, le colonel Rodrigo Pereira Botelho se met à la disposition de l'État portugais pour occuper militairement la ville. Le 8e régiment de chasseurs portugais, stationné à Elvas, est préparé en vue d'investir Olivence, mais il en est empêché par des supérieurs hiérarchiques. À la même époque, un groupe de légionnaires portugais échafaude un plan d'occupation similaire qui n'aboutit pas, Salazar ne souhaitant pas se mettre en conflit ouvert avec l'Espagne en contexte de tensions internationales. Côté espagnol, la guerre civile s'accompagne de purges. Des Portugais d'Olivença, qui militaient pour la rétrocession, sont éliminés physiquement. En dépit de son silence, l'Estado Novo prend des mesures pour la protection des habitants de la ville, qui sont considérés comme des compatriotes à part entière. Les Portugais d'Olivence qui se réfugient sur la rive gauche du fleuve Guadiana sont acceptés, tandis que les Espagnols sont systématiquement renvoyés dans leurs pays.
La politique de colonisation et de castillanisation d'Olivence atteint son apogée pendant la dictature franquiste. Deux poblados de colonización sont créés en 1956 dans la municipalité : San Francisco de Olivenza, ainsi nommée en l'honneur du généralissime Francisco Franco, e San Rafael de Olivenza, qui doit son nom au ministre de l'Agriculture de l'époque, Rafael Cavestany Anduaga. Ces deux établissements sont des noyaux de colonisation, visant à castillaniser le territoire et à mettre les Portugais (ou lusophones, alors encore majoritaires) en minorité. Ils sont constitués de colons venus de diverses régions d'Espagne. Parallèlement, au fil des décennies, de nombreux portugais d'Olivence, favorables à la rétrocession de la ville au Portugal, continuent à fuir l'occupation, la dictature et les mesures de discrimination espagnoles et trouvent refuge de l'autre côté de la frontière, dans l'Alentejo voisin. C'est notamment le cas du leader et activiste Ventura Ledesma Abrantes, qui s'installe avec toute sa famille au Portugal avant de fonder le groupe Sociedade Pró-Olivença. L'une de ses réussites militantes les plus notables est d'avoir convaincu le ministre de la Justice portugais Manuel Gonçalves Cavaleiro de Ferreira d'accorder automatiquement la nationalité portugaise à tous les habitants d'Olivença qui la solliciteraient.

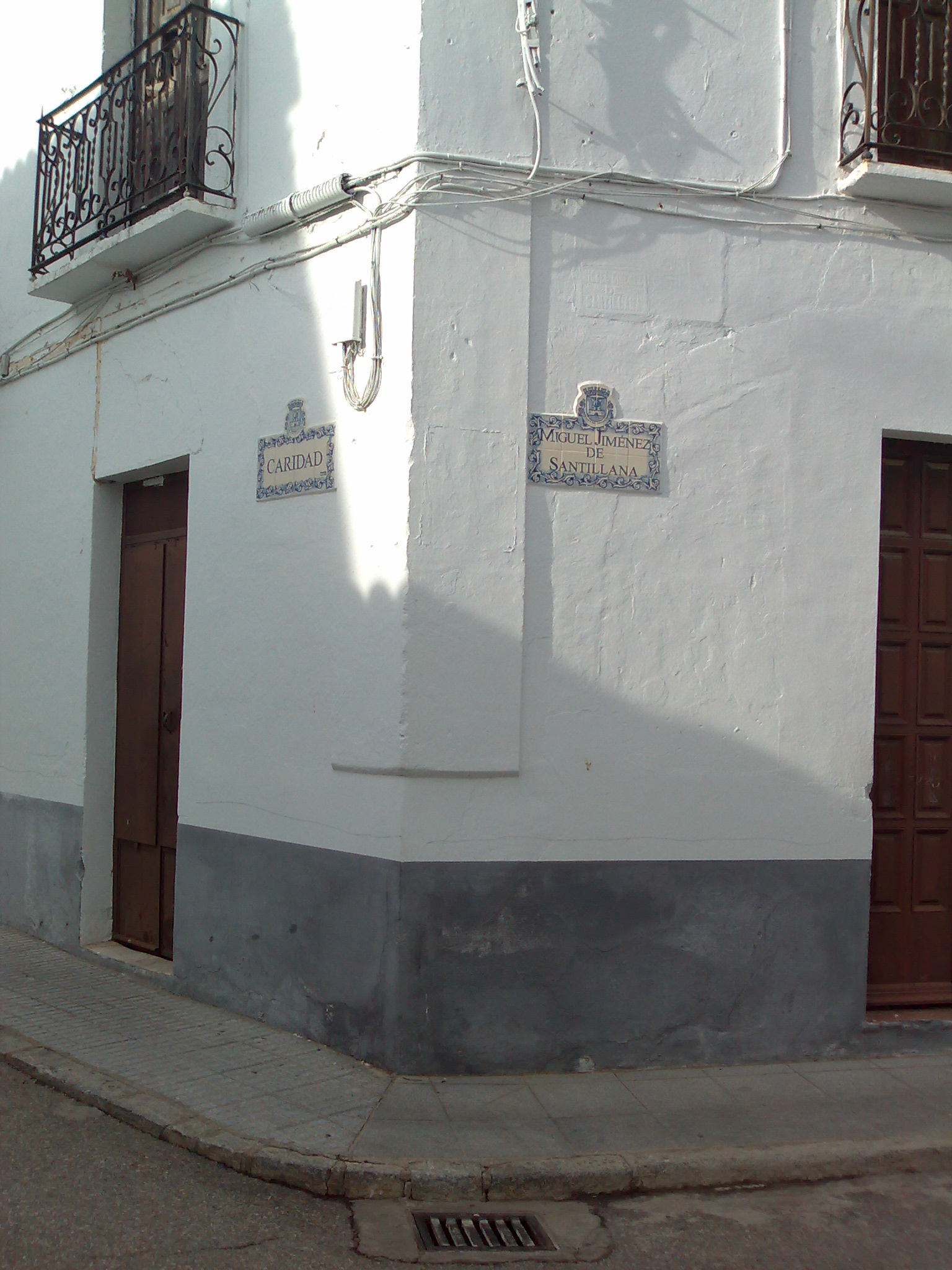
Noms de rues en castillan, en 2008.

Pendant toute la période franquiste, l'administration de la ville est dominée par les colons espagnols, la scolarisation est faite exclusivement en langue castillane, et les résidents portugais réticents à la politique d'assimilation linguistique et de destruction culturelle sont systématiquement poursuivis, discriminés ou marginalisés. La langue portugaise connaît alors sa plus forte phase de recul dans le territoire, au point de n'être plus parlée par les nouvelles générations (seules les personnes nées avant 1940 sont, semble-t-il, actuellement parfaitement bilingues).
Après la fin des dictatures salazariste et franquiste, le Portugal et l’Espagne signent plusieurs traités et, en particulier à l’article 2 du traité d’amitié et de coopération de 1977, les deux pays « réaffirment l’inviolabilité de leurs frontières et l’intégrité de leurs territoires », le problème étant que les conceptions espagnoles et portugaises des frontières à l'emplacement d'Olivença divergent. En 1981, l'ex-Premier ministre et amiral José Pinheiro de Azevedo est nommé directeur du Groupe des Amis d'Olivence. En 1982, il publie le livre Olivença está cativa pela Espanha: por culpa de quem? (« Olivence est captive de l'Espagne : par la faute de qui ? »), et propose d'organiser une Marche Verte sur la ville, afin de faire valoir pacifiquement les droits du Portugal. Et en 1988, l'ambassadeur portugais Carlos Empis Wemans, représentant du Portugal à la Commission Internationale des Limites, déclare dans le journal Diário de Lisboa : « Le Portugal n’a jamais reconnu officiellement la situation. D'un point de vue légal, Olivence est encore à nous. Aussi les contacts occasionnels de l’Espagne, au sujet de problèmes dans la région, nous indiquent-ils qu'Olivença est toujours “de jure” portugaise ».
Aujourd'hui encore, la diplomatie portugaise considère la ville comme un territoire sous souveraineté portugaise, position réitérée clairement en novembre 1994 par José Manuel Durão Barroso à l'occasion du projet de réparation du pont da Ajuda, puis en mars 1995 à l'occasion de la construction du barrage d'Alqueva. Dans le cadre de la construction du barrage d'Alqueva, les autorités portugaises ont envoyé un rapport aux autorités espagnoles sur l'impact que les travaux et le barrage auraient sur le territoire espagnol, en occultant volontairement Olivence. Une semaine plus tard, par déférence pour leurs voisins, elles ont envoyé un nouveau document incluant le territoire litigieux, mais avec le titre : « Le territoire de l'Espagne et Olivence », afin de bien signifier aux Espagnols que l'État portugais considère le territoire d'Olivence comme un territoire sous souveraineté portugaise occupé et administré illégalement par l'Espagne. Une partie des travaux publics dans la région est d'ailleurs à la seule charge du Portugal, comme la restauration du pont da Ajuda en 1994-2000, entièrement financée par l'État portugais. Et le maire d'Elvas intervient dans les médias portugais et espagnols lorsque des célébrations sont contraires au respect de l'identité ou de la culture portugaises à Olivence.
L’État espagnol, quant à lui, ne fait aucun commentaire concernant le sujet. Les hommes politiques espagnols gardent systématiquement le silence sur la question, pratiquant la politique de la chaise vide et du dénigrement,. En mai 1995 par exemple, la faculté de droit de l'Université de Lisbonne organise un débat sur la question d'Olivença, mais aucun représentant espagnol n'accepte d'y participer. Et en janvier 2001, au moment de la visite du Premier ministre espagnol au Portugal, alors que des journalistes portugais posent clairement la question, expliquant : « qu'il y a des questions qui froissent les susceptibilités [...], qui se posent depuis des décennies, comme celles des limites frontalières, surtout dans le cas d'Olivença », le dirigeant politique préfère garder le silence.

#### Statu quo, solutions innovantes et respect des identités locales

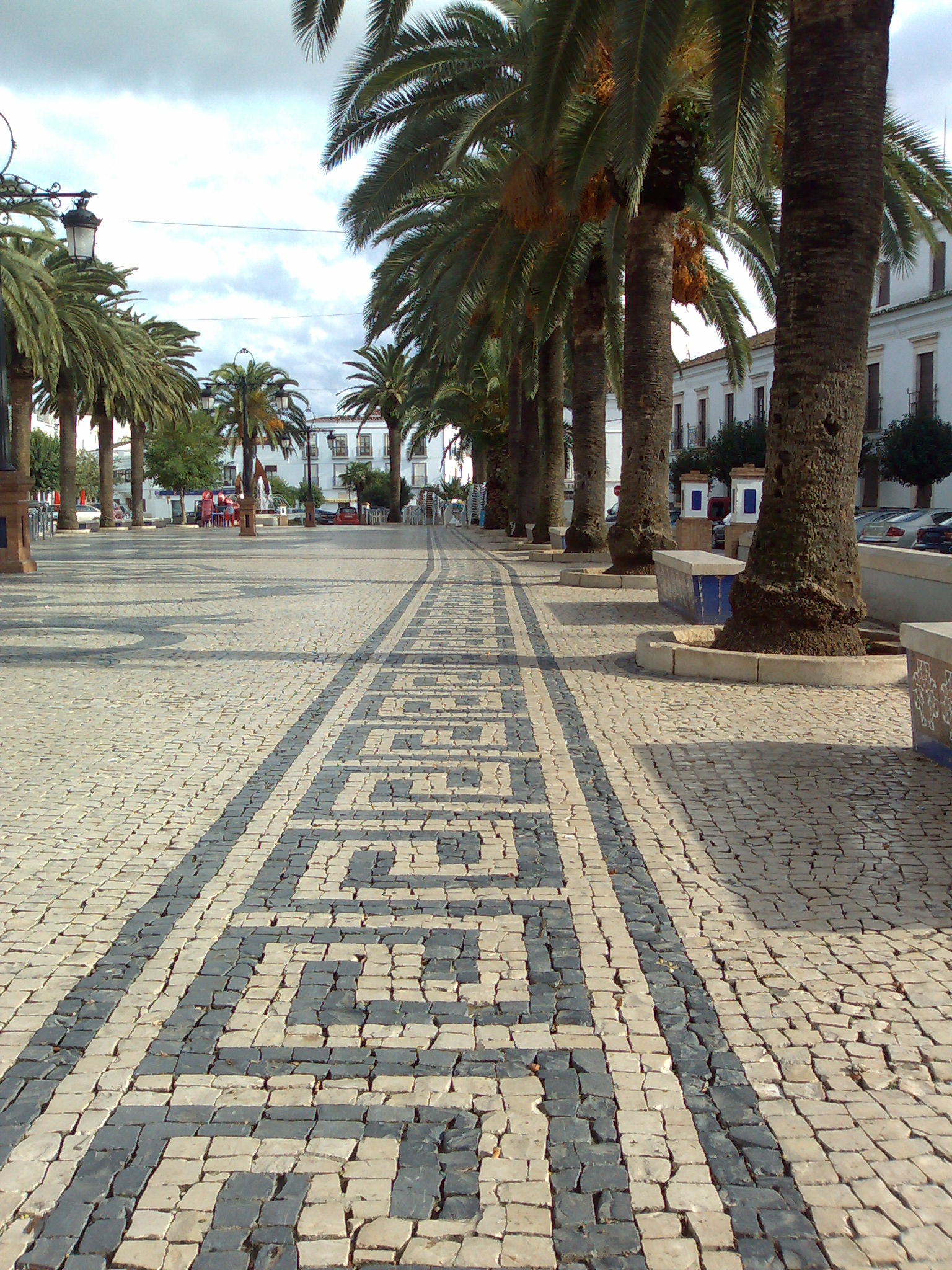
Rue pavée typiquement portugaise (calçada portuguesa) sur la Plaza de España.

Avec la fin des dictatures salazariste et franquiste, à partir du début des années 1980, l'Ayuntamiento de Olivenza a entrepris une politique de rapprochement avec le Portugal. Olivence s'est jumelée avec Leiria en 1984, Portalegre en 1989, Elvas en 1990 et avec Cadaval et Vila Viçosa en 2007. Dans le même temps, on assiste à une récupération du patrimoine architectural portugais : la ville médiévale, l'église Santa Maria do Castelo, l'église Santa Maria Madalena, la Praça da Constituição avec son pilori, la Sainte Maison de la Miséricorde, le couvent des Clarisses, les fortifications, les casernes, etc. Le musée ethnographique González Santana est inauguré dans le cadre de ce renouveau culturel, la ville se dote d'Archives historiques (Arquivo Histórico), avec l'appui de l'Institut de la Culture et de la Langue Portugaise. On assiste au début des « Rencontres de Ajuda » (Encontros da Ajuda), à la création d'un Fonds Portugais de la Bibliothèque Municipale (Fundo Português da Biblioteca Municipal), intégré au Centre d'Études Ibériques Agostinho da Silva. Des cours de portugais sont proposés dans la municipalité par l'Universidade Popular, subventionnés en partie par l'Institut Camões, en plus d'autres cours, en libre accès.
Actuellement[Quand ?], outre la nationalité espagnole, plusieurs centaines d'habitants d'Olivence possèdent ou ont demandé la nationalité portugaise, à laquelle tous les résidents de la municipalité peuvent prétendre au même titre que les Lisboètes, sans que celle-ci puisse leur être légalement refusée,. Jouant du statut litigieux de leur territoire, qui appartient de jure aux deux pays voisins, les habitants possédant la double nationalité peuvent bénéficier de facto d'innombrables avantages économiques et sociaux (droit de vote dans les deux pays, droit aux aides sociales et accès aux institutions d'État des deux côtés de la frontière, accès facilité aux deux marché du travail, droit de voyager au Brésil sans avoir à demander de visa, etc.). Récemment, les noms de rue portugais, qui avaient été effacés par les autorités madrilènes, tendent à être replacés, et, phénomène unique au monde, 74 rues d'Olivenza ont deux noms simultanés, l'un castillan, l'autre portugais, qui ne coïncident que rarement. La ville d'Olivenza possède un patrimoine urbanistique et militaire qui en fait une des villes les plus typiquement portugaises de cette région de la péninsule Ibérique.
Depuis 2008, l'association Além Guadiana, présente dans le territoire litigieux, s'est fixé pour objectif de « promouvoir et défendre le portugais oliventino et les traditions portugaises d'Olivence et Táliga ». L'association organise des évènements culturels sur place (concerts, publications, conférences, etc.), tient un blog bilingue portugais/castillan et dispose d'une fréquence radio propre à la municipalité, appelée Radio Olivença. En Espagne, la municipalité, dont les habitants sont qualifiés de « peuple entre deux pays », est également l'objet de l'attention et de la curiosité des médias, qui lui consacrent des reportages parfois très longs et très détaillés.
Dans le cadre de sa politique de respect des identités locales, le Conseil de l'Europe a demandé à l'État espagnol de favoriser l'apprentissage de la langue portugaise à Olivence en 2008. Le journal Público du 26 janvier 2009 a publié un grand reportage (RDP) sur le portugais d'Olivence :  « Le dernier rapport du comité d'experts du Conseil de l'Europe, qui fait un bilan critique de l'application de la Charte européenne des langues minoritaires ou régionales approuvée en 1992, rappelait fin 2008 que les habitants d'Olivença doivent avoir accès à l'apprentissage de la langue portugaise. Le document défend « la protection et promotion du portugais d'Olivence ». Pour éviter que le lien de la population à la langue portugaise ne se perde, le Conseil de l'Europe propose le développement d'un modèle d'apprentissage de cette variante dialectale du portugais de l'Alentejo. »
En 2008, Olivence, les villes frontalières (raianas) portugaises d'Arronches, Campo Maior, Estremoz, Portalegre et Elvas d'un côté, et les villes frontalières espagnoles de La Codosera, Alburquerque et Badajoz de l'autre, sont arrivées à un accord en vue de la création d'une euro-région mixte incluant Olivence, afin de trouver une solution innovante au problème,.
En 2010, l'homme politique portugais Fernando Nobre, arrivé troisième à l'élection présidentielle de 2011 avec 14,1 % des suffrages, faisait une déclaration allant dans le même sens. Faisant le parallèle avec la situation de Gibraltar, et légitimant les revendications portugaises par les réclamations incessantes que Madrid oppose aux Britanniques, il déclarait à la presse que s'il était élu, il soulèverait la question du statut d'Olivence auprès du roi d'Espagne, afin que le problème du territoire soit résolu pacifiquement au niveau local, par les deux régions frontalières, l'Estrémadure et le Bas-Alentejo, évoquant à demi-mot la possibilité d'un territoire au statut particulier, en extraterritorialité ou sous administration ou souveraineté commune, avec une « liberté de circulation totale ».
La situation géopolitique particulière de la ville et son patrimoine architectural portugais unique, dans un territoire périphérique et administré par l'État espagnol, lui confèrent une visibilité internationale et un particularisme culturel qu'elle n'aurait pas sans cela. Les habitants d'Olivence, qui ont des attaches culturelles et familiales des deux côtés de la frontière, semblent particulièrement attachés à leurs racines, à leur identité double et à leur territoire, dont ils font la promotion activement. À titre d'exemple, l'église manuéline d'Olivenza Santa Maria Madalena a été élue « plus beau recoin d'Espagne » en 2012, alors même qu'elle est paradoxalement l'église la plus représentative du style manuélin, typiquement portugais, après le Monastère des Hiéronymites de Lisbonne.

### Jumelages

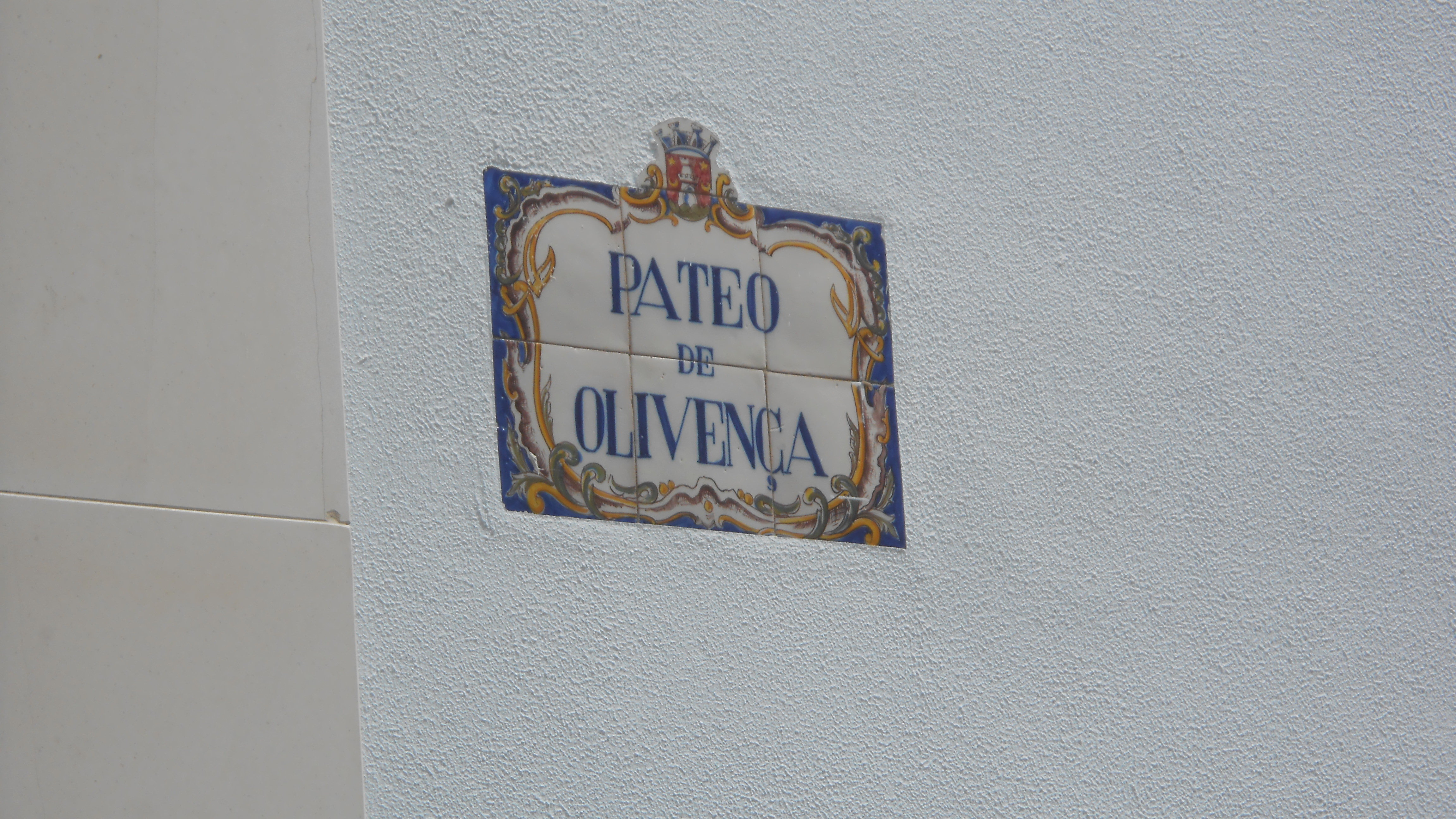
Nom de rue, Pateo de Olivença, à Sintra, Portugal.

La municipalité d'Olivence est jumelée avec :
- Leiria (Portugal) depuis le 21 juillet 1984
- Portalegre (Portugal) depuis le 20 mai 1989
- Elvas (Portugal) depuis le 20 mai 1990
- Cadaval (Portugal) depuis le 13 janvier 2007
- Vila Viçosa (Portugal) depuis le 29 avril 2007

## Population et société

### Démographie
Évolution de la population d’Olivence de 1991 à 2011.
Olivence a connu une évolution démographique constante de 1842 jusqu’en 1910, la ville a enregistré une forte hausse en 1910 avec une population de 12 194 habitants. La ville va ensuite connaitre une époque où la population va légèrement baisser et rester stagnante jusqu'en 1930. Entre 1940 et 1960, la ville va connaitre le pic démographique avant de voir sa population baisser fortement jusqu'en 1981. Depuis cette époque, la population augmente de façon constante. En 2013, la municipalité d'Olivence comptait 12 043 habitants. L'évolution du nombre d'habitants est connue à travers les recensements de la population effectués dans la commune depuis 1842.
Source: INE
| 1842  | 1857  | 1877  | 1887  | 1900  | 1991   | 1996   | 1998   | 1999   |
| ----- | ----- | ----- | ----- | ----- | ------ | ------ | ------ | ------ |
| 6 291 | 7 498 | 7 759 | 8 177 | 9 066 | 10 176 | 10 499 | 10 558 | 10 585 |

| 2000   | 2001   | 2004   | 2005   | 2006   | 2007   | 2008   | 2009   | 2010   |
| ------ | ------ | ------ | ------ | ------ | ------ | ------ | ------ | ------ |
| 10 709 | 10 739 | 11 196 | 11 389 | 11 512 | 11 652 | 11 814 | 11 852 | 11 906 |

| 2011   | 2012   | 2013   | 2016   | - | - | - | - | - |
| ------ | ------ | ------ | ------ | - | - | - | - | - |
| 12 008 | 12 002 | 12 043 | 12 032 | - | - | - | - | - |

|                | Homme           | Femme           |
| -------------- | --------------- | --------------- |
| 0 à 19 ans     | 19,24 % (1 141) | 17,45 % (1 027) |
| 16 à 64 ans    | 67,07 % (3 977) | 64,26 % (3 781) |
| plus de 65 ans | 13,69 % (812)   | 18,29 % (1 076) |
| Total          | 100 % (5 930)   | 100 % (5 884)   |

Au XIVe siècle, le roi Denis Ier déplace des populations des régions du Minho et de l'Alentejo afin de peupler ce territoire devenu portugais en 1297, mais également une communauté juive ouvrant ainsi la ville à l'activité commerciale et artisanale.

### Sécurité et secours

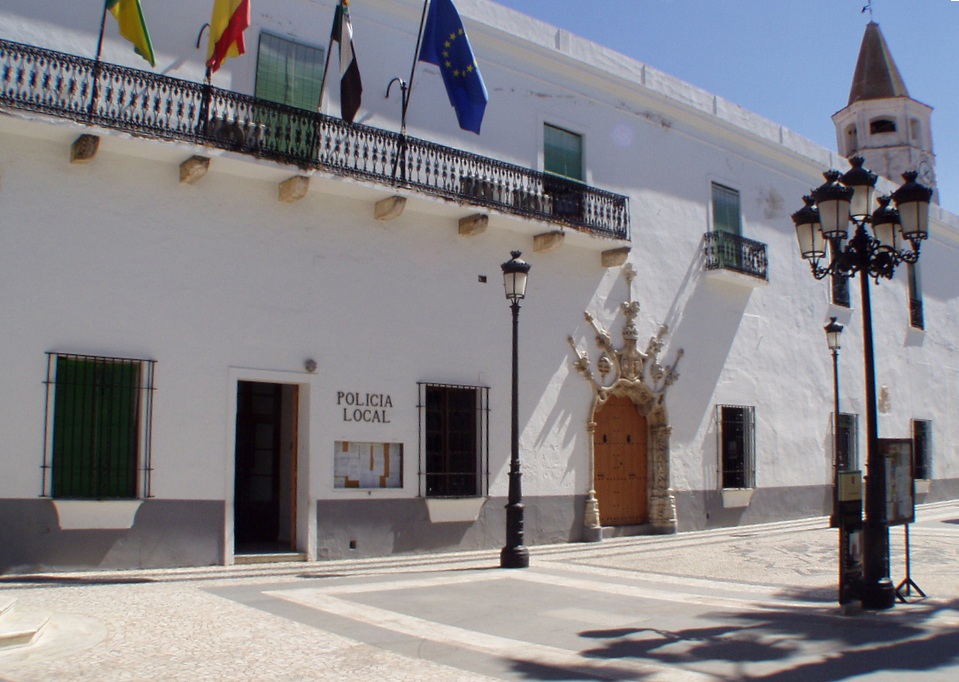
Poste de la police municipale (accolé à la mairie d'Olivence).

La commune d'Olivence dispose d'une caserne de pompiers, mais également d'un poste de police municipale et d'un poste de Garde Civil sur son territoire.

### Manifestations culturelles et festivités
- Cavalcade des Rois Mages (5 janvier)
- Carnaval
- Semaine sainte
- Fête du Printemps (mai)
- Fête de la Saint-Jean (23 juin)
- Fête de Sainte-Lucie (22 décembre)

### Santé
La ville d'Olivence possède un centre de santé, avec un service d'urgence. Il existe également des lieux de consultations dans différents villages de la municipalité : San Benito, San Rafael, Villareal, San Francisco et San Jorge de Alor.

### Sports
La ville d'Olivence possède de nombreuses installations sportives : un complexe aquatique municipal, des terrains de tennis, un terrain de volley-ball, un pavillon sportif, un gymnase, un mur d'escalade, un terrain de paddle-tennis, une piste d’athlétisme ainsi que deux terrains de football (naturel et artificiel). les villages ont également des installations sportives :     San Jorge de Alor, San Francisco de Olivenza, San Rafael de Olivenza et San Benito de la Contienda ont un terrain de football.
Le CP Olivenza était un club de football d'Olivence, le club a été fondé en 1952 et a définitivement cessé en 2011 à la suite de nombreuses difficultés financières. La ville possède deux autres équipes de football actuellement en activité :
- A.D. OLIVENZA F.S. : équipe masculine de futsal fondée en 2007, l'équipe dispute ses rencontres dans le pavillon municipal des sports[44],
- CFF Badajoz Olivenza : équipe féminine féminine de football, fondée en 2003, l'équipe dispute ses rencontres dans le stade Ciudad Desportiva de Olivenza.

### Cultes
- Culte catholique

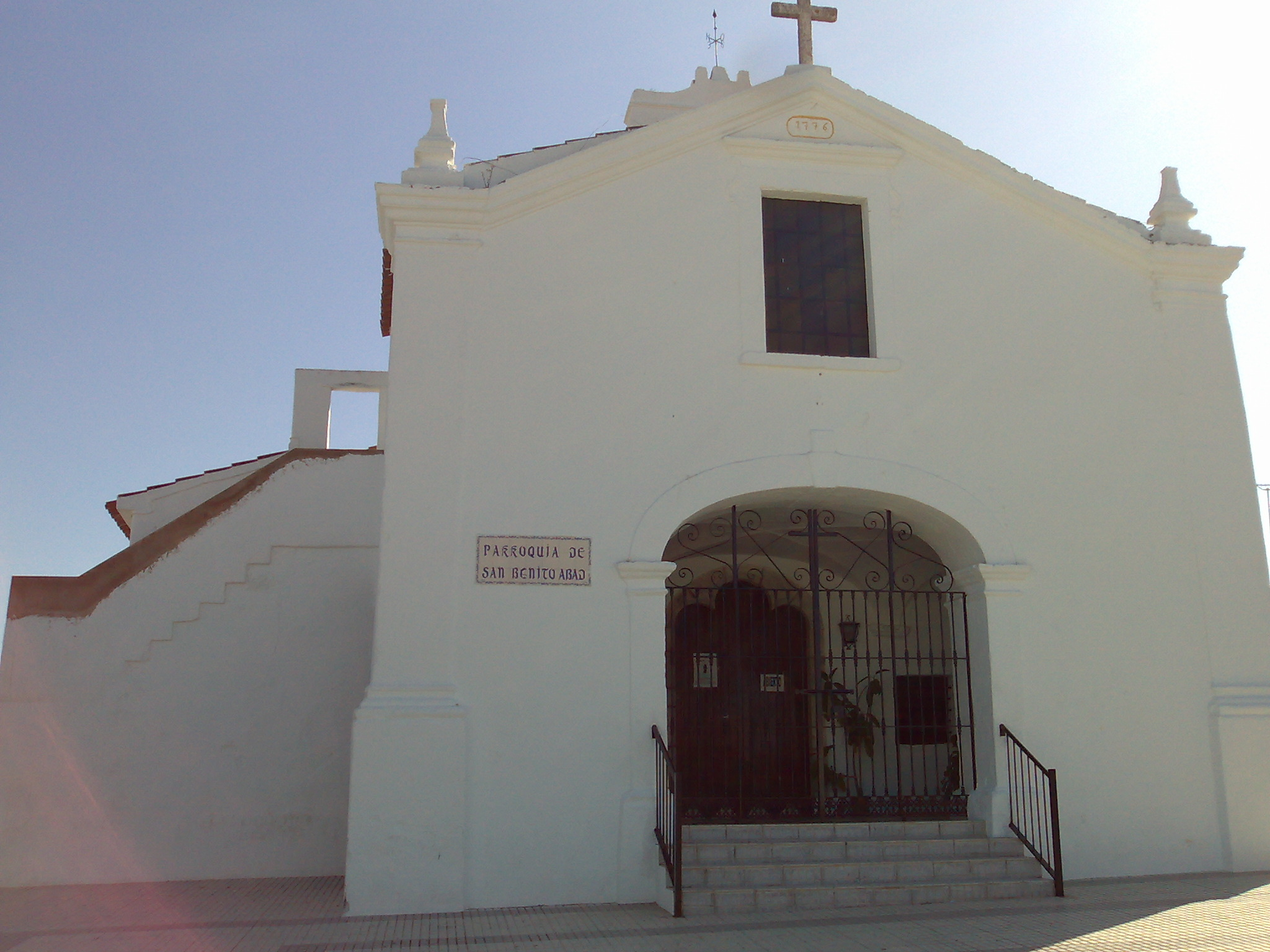
Église Saint-Benoît.

  - Église de Saint-Raphaël (San Rafael)
  - Église de Saint-Francois (San Francisco)
  - Église de Sainte Marie-Madeleine (Olivence)
  - Église de Saint-Georges (San Jorge de Alor)
  - Église de Sainte-Marie du Château (Olivence)
  - Église de Notre Dame de l'Assomption (Villarreal)
  - Église de Saint-Benoît (San Benito de la Contienda)
  - Église de Saint-Dominique de Guzmán (Santo Domingo de Guzmán)

## Économie
L'économie de la ville d'Olivence repose essentiellement sur l'aridoculture. Il y a également plusieurs entreprises de l'industrie du textile, des métiers de bouche, et du plastique.

## Culture et patrimoine

### Lieux et monuments

#### Églises de Sainte Marie-Madeleine et de Sainte-Marie du Château
- Église de Sainte Marie-Madeleine

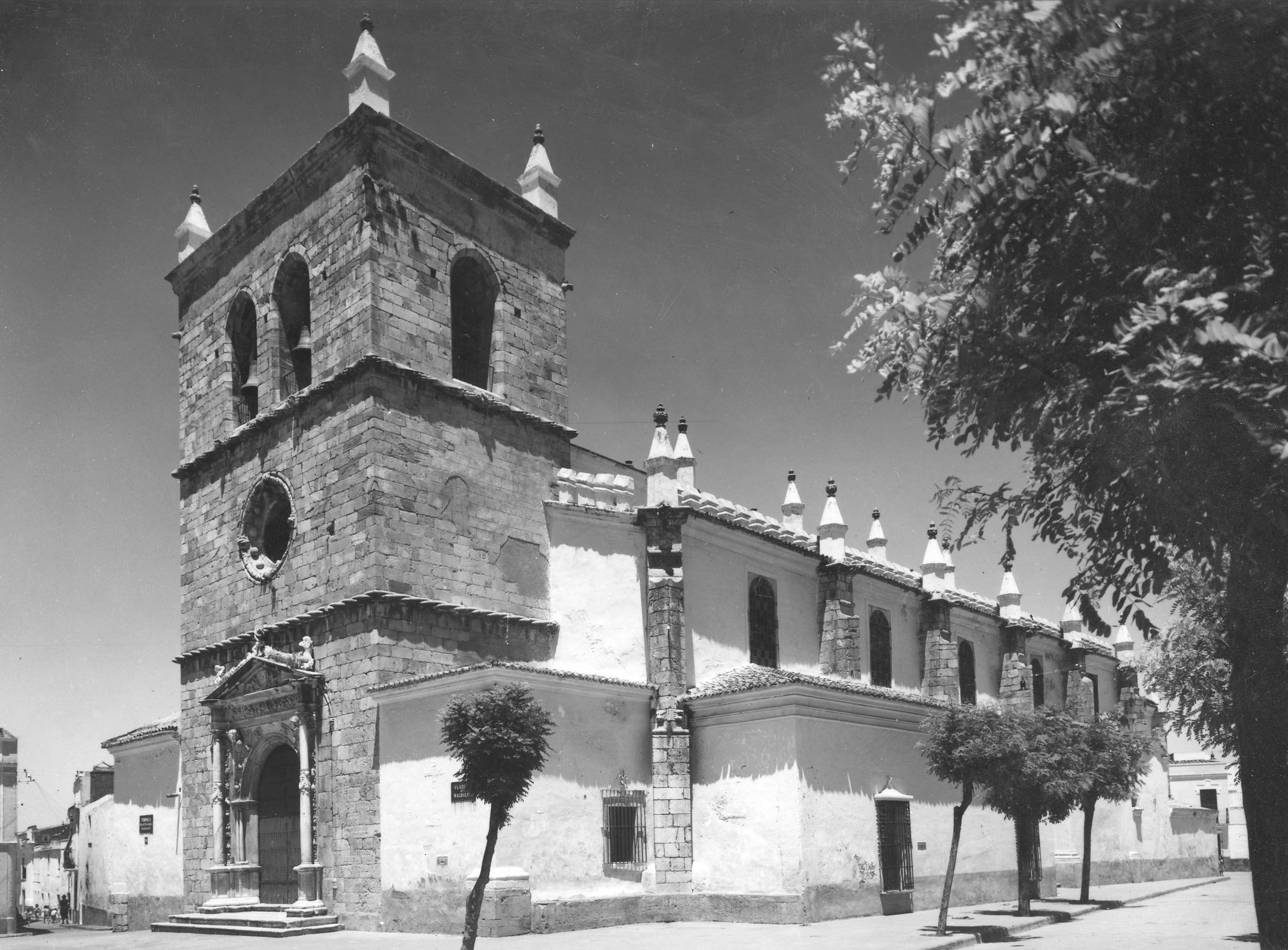
Eglise Madeleine, en 1954.

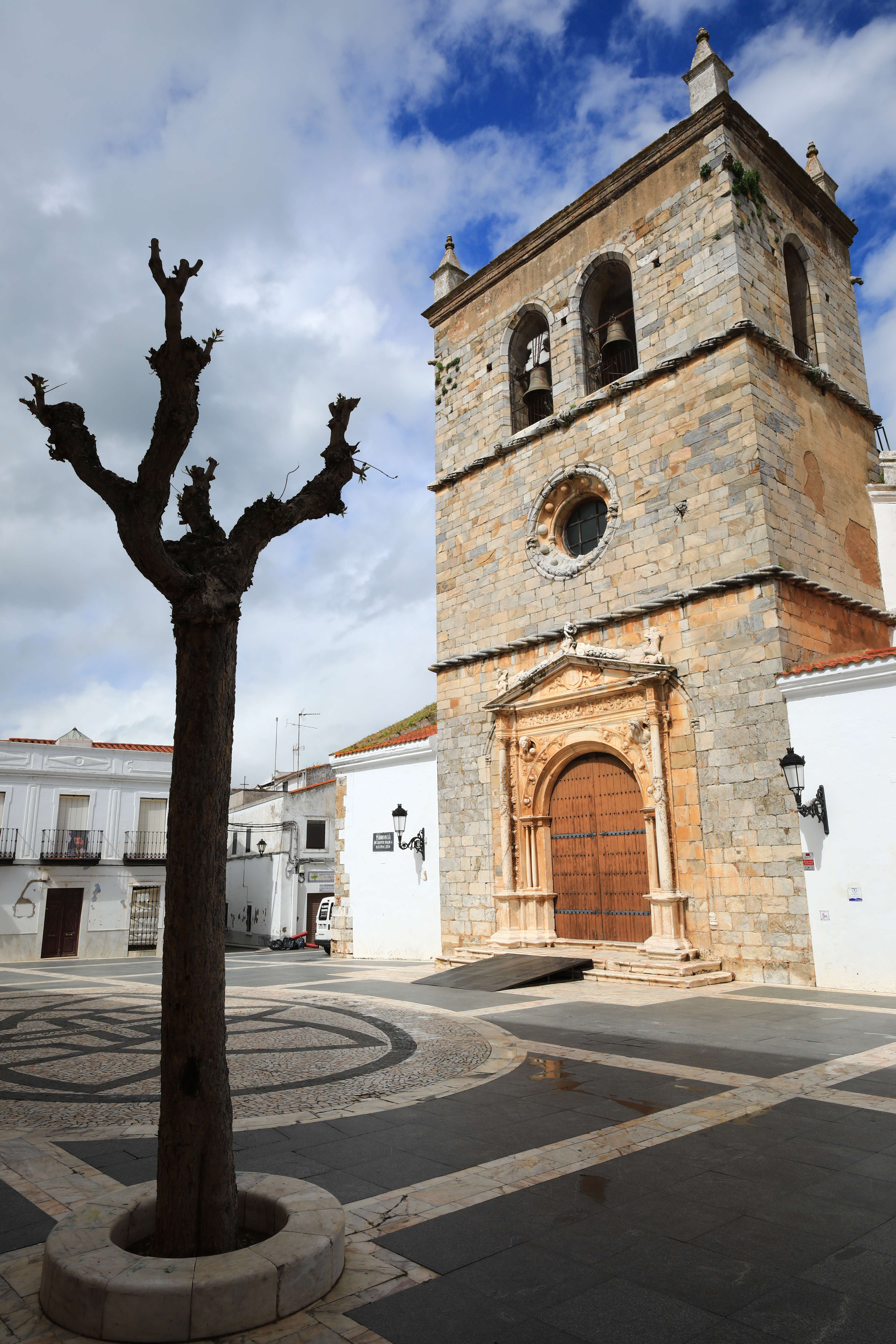
Le parvis de l'église Sainte-Marie-Madeleine en 2024.

L’église de Sainte-Marie-Madeleine (ou encore église de Notre-Dame de la Madeleine) est un édifice catholique situé dans le centre-ville d'Olivence, sa construction est ordonnée par le roi Manuel Ier en 1510, sa construction sera terminée en 1560. Elle a donné son nom à la paroisse et à la paroisse civile (Santa Maria Madalena, pendant l'administration portugaise). Sa construction a été demandée par Henrique de Coimbra, évêque de Ceuta et premier prêtre à célébrer une messe au Brésil. Son architecture a été inspiré de l'église de Jésus de Setúbal et de l’église Notre-Dame de l'Assomption d'Elvas, elle est un des exemples du style manuélin.
Elle est composée de trois nefs et d'une voûte en croix reposant sur huit colonnes de granit torsadées également de style manuélin. Riche en azulejos elle comporte également six retables, dont l'autel, de type baroque. La porte principale de l'église a été ajouté bien plus tard, elle est de style de la Renaissance. Au début du XVIIIe siècle, l'église abritait également un hôpital et un couvent franciscain, abritant 25 religieux. En 2012, elle a été élue “meilleur recoin d'Espagne” par les internautes, via un évènement organisé par la compagnie Repsol.
- Église de Sainte-Marie du Château

L'église de Sainte-Marie du Château (ou encore Igreja de Santa Maria do Castelo) est un édifice catholique situé dans le centre-ville, plus précisément dans l'enceinte du château de la ville. Elle a donné son nom à la paroisse et à la paroisse civile (Santa Maria do Castelo, pendant l'administration portugaise). Initialement construite au XIIIe siècle, elle fut reconstruite au XVIe siècle. L'église fut construite, d'un style classique, en 1584 par Andrés de Arenas en reprenant les plans de l'ancienne église.
Au XIVe siècle, l'église est détenue par l'ordre d'Aviz. En 1309, le maitre de l'ordre d'Aviz de l'époque, Frei Lourenço Afonso, accorde au roi Denis Ier un tiers des revenus de l'église et de toutes celles qui seront construites dans les environs, pour aider à la construction et à la maintenance château ainsi que pour les fortifications, afin d'améliorer et de maintenir la sécurité du village.

#### Pont d'Ajuda

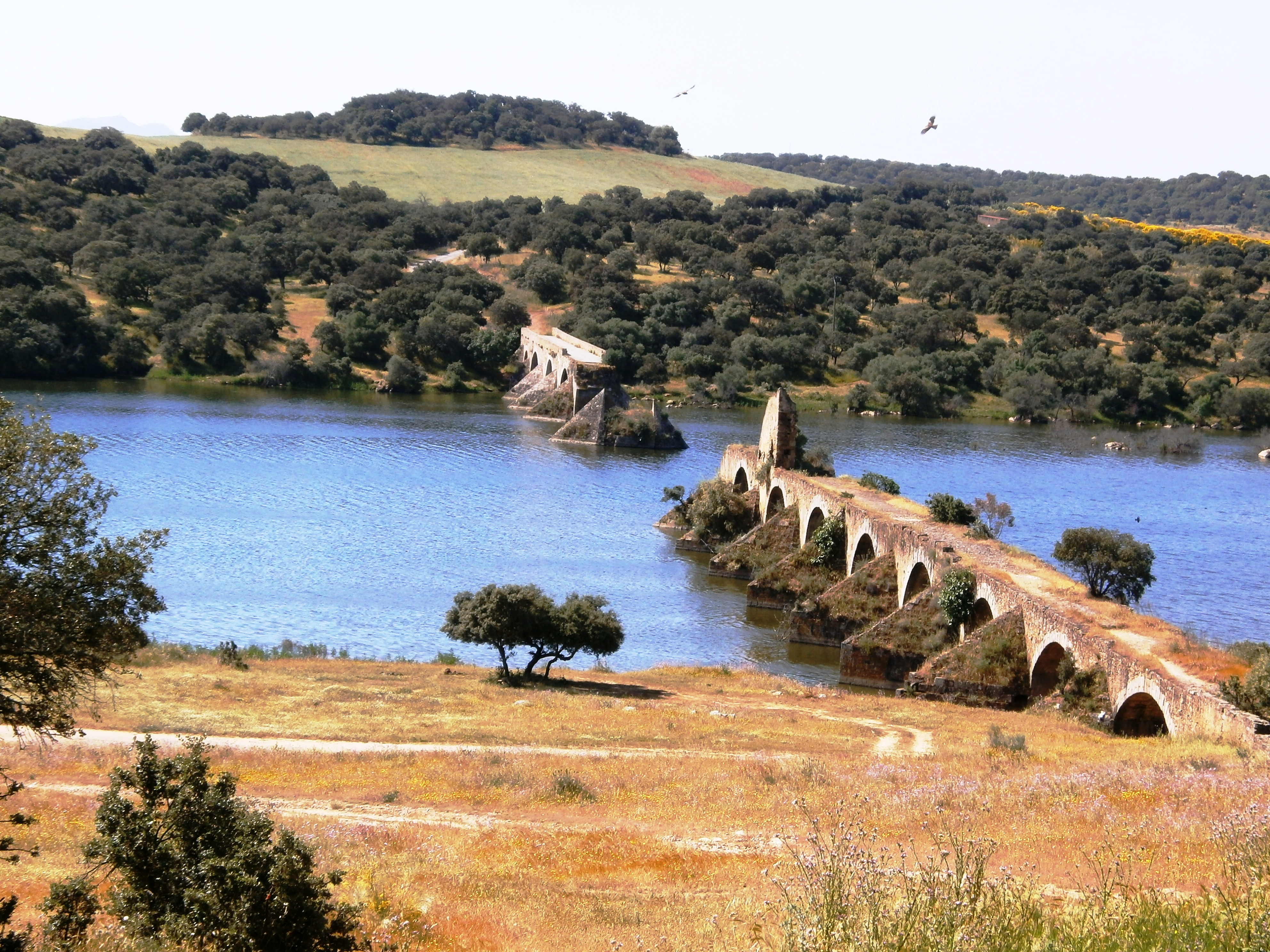
Pont d'Ajuda, détruit par les espagnols en 1709.

Le pont d'Ajuda (Puente de Ayuda, Ponte da Ajuda, Ponte de Nossa Senhora da Ajuda ou encore Ponte de Olivença) est situé sur le Guadiana. Sa construction fut demandée par le roi Manuel Ier le 19 décembre 1510. En 1597, certaines arches centrales se sont effondrées à la suite de l'augmentation du débit et à plusieurs inondations du Guadiana. C'est en 1641 que le commandant João da Costa demande la restauration complète du pont. En septembre 1646, en pleine guerre de restauration au Portugal, l'armée espagnole détruit partiellement le pont, celui-ci sera reconstruit à la fin de la guerre.
En 1709, en pleine guerre de succession d'Espagne, l'armée espagnole fait exploser le pont et depuis le pont n'a fait l'objet d'aucune restauration. De ce fait, la liaison entre Olivença et le Portugal n'était possible que par le territoire espagnol. L’État portugais déclare le pont, en 1967, comme monument d'intérêt national. En 2000, un nouveau pont a été inauguré en parallèle de l'ancien. Ce nouveau pont a été construit et financé par le gouvernement portugais.

#### Sainte Maison de la Miséricorde

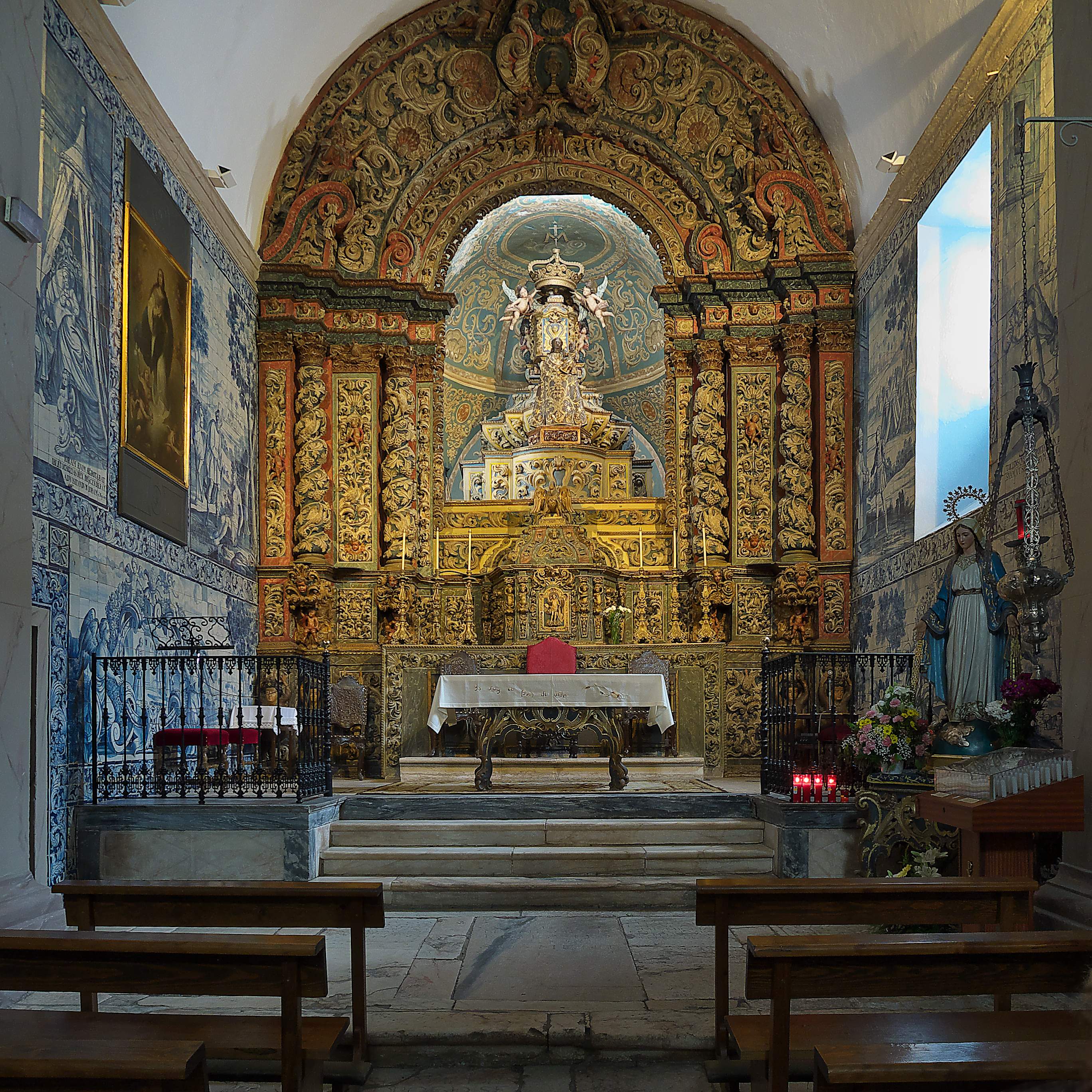
Retable de la chapelle.

La Santa Casa da Misericórdia de Olivença ou encore la Santa Casa de la Misericordia de Olivenza est une institution caritative présente dans le centre-ville d'Olivence, descendante de la Santa Casa de Misericórdia portugaise, elle n'a cependant plus aucun lien avec elle.
Elle est inaugurée, solennellement, le 20 novembre 1501 par le roi Manuel Ier et en présence de militaires, de l'évêque et de la population locale. La construction de l'hôpital est l'initiative de la reine Éléonore, épouse du roi Jean II, qui demanda à Alvaro Frade, alors capitaine général d'Olivence, sa création, sur la base des principes d'actions bienfaisantes. Une partie de l’hôpital a ensuite été repris comme base pour l'église de la miséricorde, devenue l'actuelle chapelle du Saint-Esprit. L'église de la miséricorde a connu plusieurs phases de travaux de construction, de 1548 jusqu'en 1732.
Le retable principal de la chapelle est de style baroque. Les murs intérieurs de la nef sont recouverts d'azulejos portugais datant du XVIIIe siècle, représentants des scènes de l'Ancien et du Nouveau Testament.

#### Couvent Saint-Jean de Dieu
Le couvent de Clarisses, de Saint-Jean de Dieu ou encore de la Conception se situe au nord-est à l'intérieur des murailles du centre-ville d'Olivence. La construction du bâtiment a pris près d'un siècle, de 1556 à 1631. Dix ans plus tard, les religieuses qui occupaient le couvent de Clarisses ont quitté les lieux à la suite de la guerre de restauration portugaise. Dès 1941, les lieux deviennent un hôpital militaire tenu par la présence des Frères de Saint-Jean-de-Dieu, celui-ci ferme ses portes en 1801 avec l'annexion d'Olivence par l'Espagne.
La police et la Garde civile ont par la suite occuper l'édifice, avant que celui-ci soit entièrement restauré et converti en tant que centre culturel et en école de théâtre et de danse.

#### Château d'Olivenza
Le château d'Olivence a été construit par l'Ordre du Temple, lorsque le roi Alphonse IX de León a donné le village en échange de leur aide dans la conquête de la Taifa de Badajoz en 1228. Après avoir passé dans les mains des Portugais, le roi Denis Ier de Portugal fait ériger une muraille tout autour de la localité en 1298, en 1306, la forteresse d'Olivence est reconstruite avec de meilleures défenses. Après être passé par les mains portugaises, espagnoles et françaises, Olivence est occupé par le royaume d'Espagne depuis 1801. Il a été gravement endommagé pendant la guerre d'Indépendance et abandonné par la suite, mais en 1975, le château a été restauré et est devenu le siège du Musée ethnographique de la ville.
C'est en 1488 que le roi, Jean II de Portugal, ordonna d'élever le donjon, qui était alors le plus élevé du Portugal. La tour principale est haute de 40 mètres et 18 mètres de côté avec trois étages. On y accède par dix-sept rampes avec un plafond voûté, elle offre une vue panoramique sur toute la ville. Elle a été construite à des fins militaires. Des miradors ont été construits comme soutien défensif pendant la période portugaise, ils servaient à communiquer au château les mouvements des troupes castillane.
Le château fortifié possède des murs très épais et des tours aveugles, de trois mètres d'épaisseur et de douze mètres de hauteur. La défense se faisait du haut des remparts, car il n'a pas créneaux. Le château comporte quatre portes : la porte d'Alconchel (aussi appelée Saint-José), avec un arc et défendu par deux tours, la porte du Saint-Esprit (aussi appelée, surmontée des Anges), d'un fronton, la porte de la Grâce ainsi que la porte de Saint-Sébastien, cette dernière a été restaurée en 2006. Le château est classé patrimoine historique espagnol.

### Patrimoine linguistique
Selon le linguiste portugais Leite de Vasconcelos, la localité d'Olivence était dans l'ensemble bilingue à la fin du XIXe siècle, les hameaux périphériques étant encore essentiellement lusophones. Globalement, le portugais restait langue majoritaire dans la commune à l'époque de la guerre civile espagnole. Son usage a par la suite fortement reculé au profit du castillan et serait au début du XXIe siècle en voie d'extinction, cantonné aux générations éduquées avant 1940.
Conséquence de près de deux siècles de discrimination linguistique et socio-culturelle, si l'on en croit la chercheuse Maria de Fátima Matias, de l'université d'Aveiro, à Olivence, le portugais est « linguistiquement et socialement dévalorisé », identifié avec « la ruralité et l'analphabétisme, comme s'il était un écho du passé », et considéré comme « une forme corrompue de parler, un langage maladroit. » Actuellement[Quand ?], le portugais est enseigné comme option dans les écoles privées et publiques de la municipalité, par des professeurs portugais.
Il existe un subdialecte, le portugais oliventino ou le portugais d'Olivenza. Il est issu du dialecte portugais alentejano, il est parlé dans les municipalités d'Olivence et de Táliga. Il est actuellement menacé d'extinction. En 2005, un rapport du conseil de l'Europe demande au gouvernement espagnol de transmettre les informations relatives à la situation du portugais oliventino, ainsi que les mesures prises pour la protection et la promotion de la langue portugaise. Ses mesures sont demandés dans l'article 7 de la charte européenne des langues régionales ou minoritaires. Cependant, le rapport présenté en 2006 par l'Espagne ne fait aucune référence à Olivenza et le portugais oliventino.
En 2008, l'association Além Guadiana est fondée, elle a pour but de défendre le portugais d'Olivence.

### Patrimoine naturel

#### Parc thématique naturel Alqueva

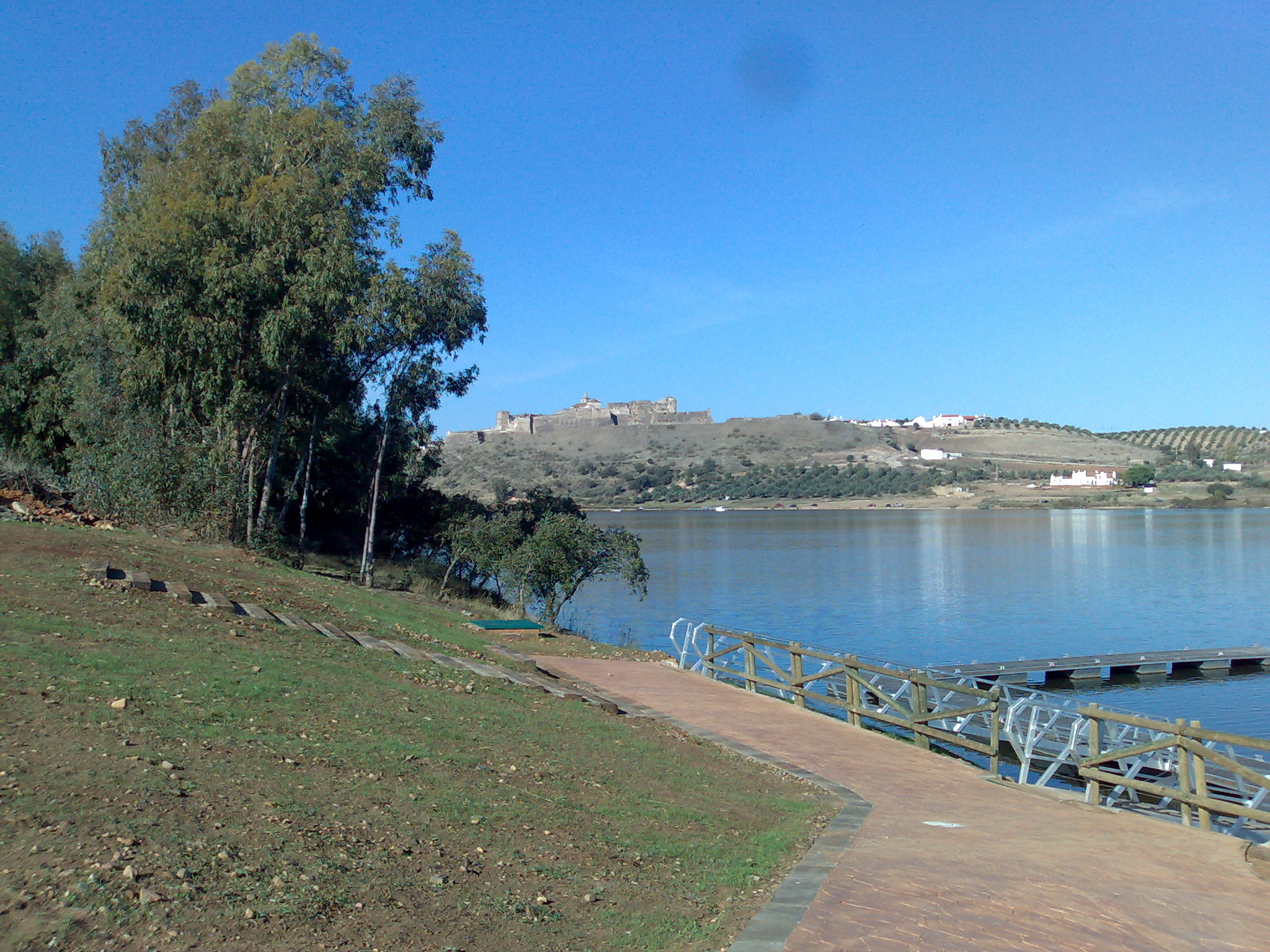
Le lac d'Alqueva, à Villarreal.

Le parc thématique naturel est un vaste parc situé en bordure du Guadiana, au confluent de la rivière Caia et du fleuve Cuncos, près de la municipalité de Mourão. Le parc regroupes cinq villes espagnoles (Olivence, Alconchel, Villanueva del Fresno, Táliga et Cheles cependant le parc occupe également quelques zones sur le territoire portugais comme Mourão ou encore Luz,. Le couvent Saint-Jean de Dieu abrite le centre d'accueil des visiteurs du parc.
Le parc est divisé en trois aires thématiques :
- Alqueva naturaleza : espaces où sont réunies les activités en plein air, activités en air, sur terre et sur l'eau,
- Alqueva dehesa e toro : espaces où il est possible de voir les animaux dans leurs espaces naturels,
- Alqueva cultura : espaces où il est possible de voir les monuments historiques, la gastronomie, la culture des deux pays ibériques ou encore des fêtes et traditions locales.

### Personnalités liées à la commune
- Pedro da Fonseca (?-1422), cardinal portugais.
- Vicente Lusitano (1461-1561), compositeur et théoricien de musique portugais.
- Paulo de Gama (1465-1499), marin et explorateur portugais, frère de Vasco de Gama.
- Sebastião do Couto (1567-1639), jésuite et théologien portugais.
- Tomás Romero de Castilla, (1833), théologien, professeur et directeur du Musée archéologique de Badajoz.
- Ventura Abrantes (1883-1956), libraire, fondateur du groupe portugais Grupo dos Amigos de Olivença.
- Filiberto Mira Blasco (1928-2003), journaliste.
- Alberto Lebrato Ramiro, (1932), musicien.
- Guillermo Fernández Vara, (1958), président de la communauté de l’Estrémadure entre 2007 et 2011, et actuellement.

### Héraldique
| Armes d'Olivence | Les armes actuelles de la commune d'Olivence se blasonnent ainsi : (es) «De gules, una torre detrás de un lienzo de muralla, todo de oro; de entre ambos sale un olivo verde que queda resaltado de la torre, timbrado con la Corona Real española. Al timbre, Corona Real cerrada». |  |

Avec l'arrêté du 3 octobre 2000 publié dans le Diario Oficial de Extremadura, la municipalité et la Junte de l’Estrémadure approuvent le blason et le drapeau de la ville d'Olivence. Le drapeau d'Olivenza est en soie, celui-ci mesure 1,50 mètre de longueur sur 0,95 mètre de largeur, au centre de celui-ci figure le blason municipal. Sur le blason, un listel comporte une inscription en majuscule et en gras : La muy noble, notable y siempre leal Ciudad de Olivenza : La très noble, notable et toujours loyale Ville de Olivence. Cette inscription, ou variante, est également présente sur d'autres villes portugaises comme Lisbonne, Porto, Évora ou encore Marvão.